# Gran Sasso d’Italia
Der Gran Sasso d’Italia (kurz Gran Sasso, italienisch für „großer Stein Italiens“) ist ein Gebirgsmassiv im Grenzgebiet der Provinzen Teramo, Pescara und L’Aquila in der Region Abruzzen in Italien.

## Name
Die Römer bezeichneten ihn aufgrund seiner zentralen Lage auf der Apenninenhalbinsel als Fiscellus Mons („Bauchnabel-Berg“).
Im Mittelalter wurde das Massiv als Monte Corno bezeichnet, in Anlehnung an den höchsten Gipfel, den Corno Grande. Nach dem Geografen Roberto Almagià wurde der Name Gran Sasso d’Italia nicht vor dem 17. Jahrhundert von Literaten verwendet. Nachweisen lässt er sich zum ersten Mal in ähnlicher Form in einem Gedicht von Francesco Zucchi di Montereale aus dem Jahr 1636, der die Bezeichnung Sasso d’Italia verwendet. In einer Karte des Erzbistums L’Aquila des 18. Jahrhunderts werden schließlich beide Namen, Monte Corno und Gran Sasso d’Italia, erstmals nebeneinander verwendet.
Von Pescara aus ähneln die Umrisse des Gran Sasso in der Abenddämmerung denen einer schlafenden Frau, weshalb er als la bella addormentata „die schlafende Schöne“ bezeichnet wird. Diese Bezeichnung wird dem aus Pescara stammenden Dichter Gabriele D’Annunzio zugeschrieben.

## Geografie
Dieses höchste Gebirge auf der Apenninenhalbinsel, etwa in deren Mitte gelegen, bildet den westlichsten und zugleich höchsten Teil des Abruzzischen Apennin. Höchster Gipfel des Gran Sasso ist der Corno Grande mit 2912 m s.l.m. An seiner Nordseite befindet sich der zweitsüdlichste Gletscher Europas, der Calderone-Gletscher (Ghiacciaio del Calderone) – nach den Kargletschern der Jezerca (42° 26′ 30″ N) in den Albanischen Alpen. Nach Südosten geht das im Neogen gebildete, markant geformte Gebirge in die 1600 bis 2200 m hoch gelegenen karstigen Hochebenen des Campo Imperatore über.

### Abgrenzung
Das Gran-Sasso-Massiv ist ein in Ost-West-Richtung verlaufendes im orographischen Sinne etwa 50 Kilometer langes und bis zu 20 Kilometer breites Kalksteinmassiv. Es liegt circa 200 km nordöstlich von Rom. Im Osten und Südosten wird es bei Popoli vom Tal des Pescara von der Morrone- und Majella-Gruppe abgegrenzt. Im Süden und Südwesten ist es der ab Popoli zum Aterno mutierte Oberlauf des Pescara, der das Massiv eingrenzt. Das Aterno-Tal trennt den Gran Sasso wiederum von der Velino- und Sirente-Gruppe. Im Westen und Nordwesten ist es das Tal des Vomano, der den Gran Sasso von den Bergen der Laga abgrenzt, während im Norden das Massiv in der Hügellandschaft bei Teramo ausläuft. Im engeren alpinistischen Sinne gehören zum Gran-Sasso-Massiv alle Erhebungen, die zwischen dem Passo delle Capanelle im Westen und den Pässen Vado di Penne und Forca di Penne am äußersten östlichen Rand der Hochebene Campo Imperatore liegen. Daran schließen sich die südlichen Ausläufer des Massivs unter anderem mit dem Monte Fiore, Monte Cappucciata und dem nördlich von Popoli bei Bussi sul Tirino liegenden Monte Picca an.

### Gliederung
Das Gran-Sasso-Massiv lässt sich in die drei Bereiche westlicher, zentraler und östlicher Bereich aufgliedern, die wiederum aus einzelnen Bergkämmen und Bergstöcken bestehen.

#### Westlicher Bereich

##### Südlicher Kamm – Monte Corvo – Pizzo d’Intermesoli
Bildet den äußersten westlichen Bereich des Massivs vom Passo della Campanelle (1300 m) im Westen bis zum Sattel des Monte Aquila östlich des Monte Portella (2385 m) im Osten. Die höchste Erhebung dieses von West nach Ost verlaufenden Kammes, der zwischen dem Monte Portella und dem Monte Aquila fast nahtlos in den zentralen Bereich des Gran Sasso übergeht, bildet mit 2533 m der Pizzo Cefalone. Nördlich des südlichen Kamms liegen die beiden fast gleich hohen Bergstöcke Monte Corvo (2623 m) und Pizzo d’Intersemoli (2635 m). Die beiden nördlichen Ausläufer sind untereinander vom Valle Venacquaro getrennt.
Der südliche Kamm vom Monte San Franco bis zum Monte Portella wurde erstmals vollständig im August 1926 von fünf italienischen Bergsteigern begangen.

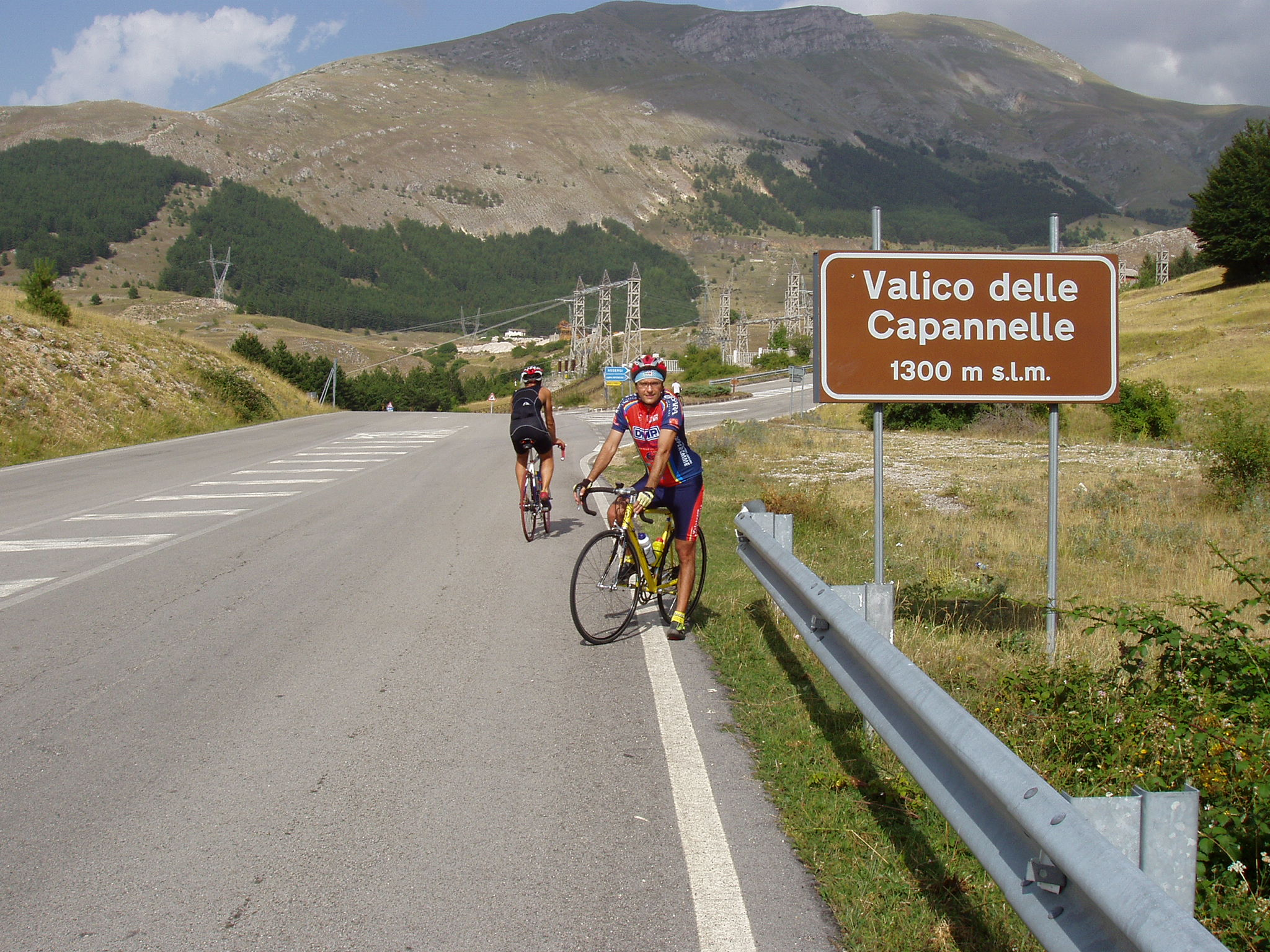
Passo oder Valico delle Campanelle
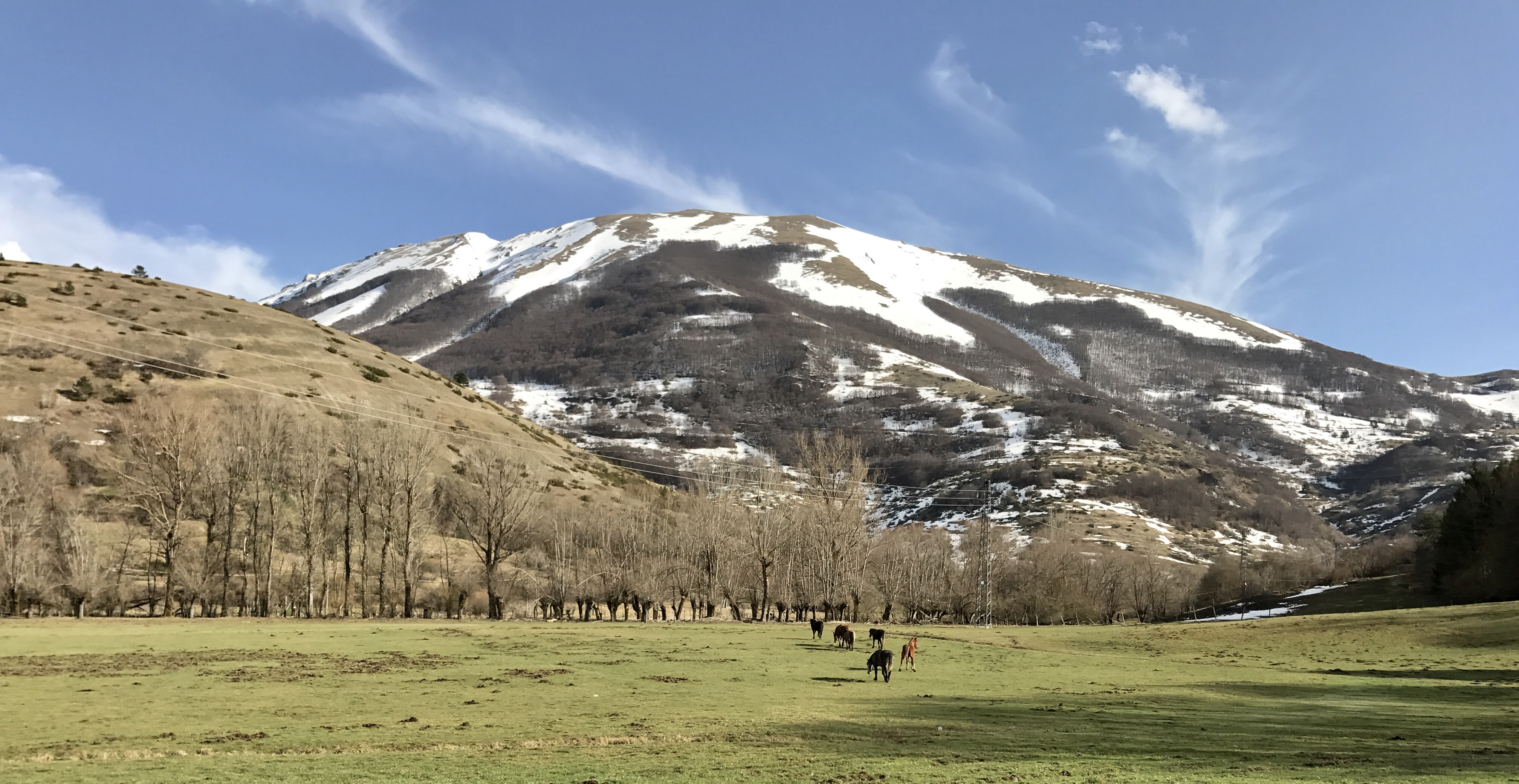
Monte San Franco, Quellgebiet des Vomano
Südlicher Kamm mit dem Pizzo Cefalone im Hintergrund
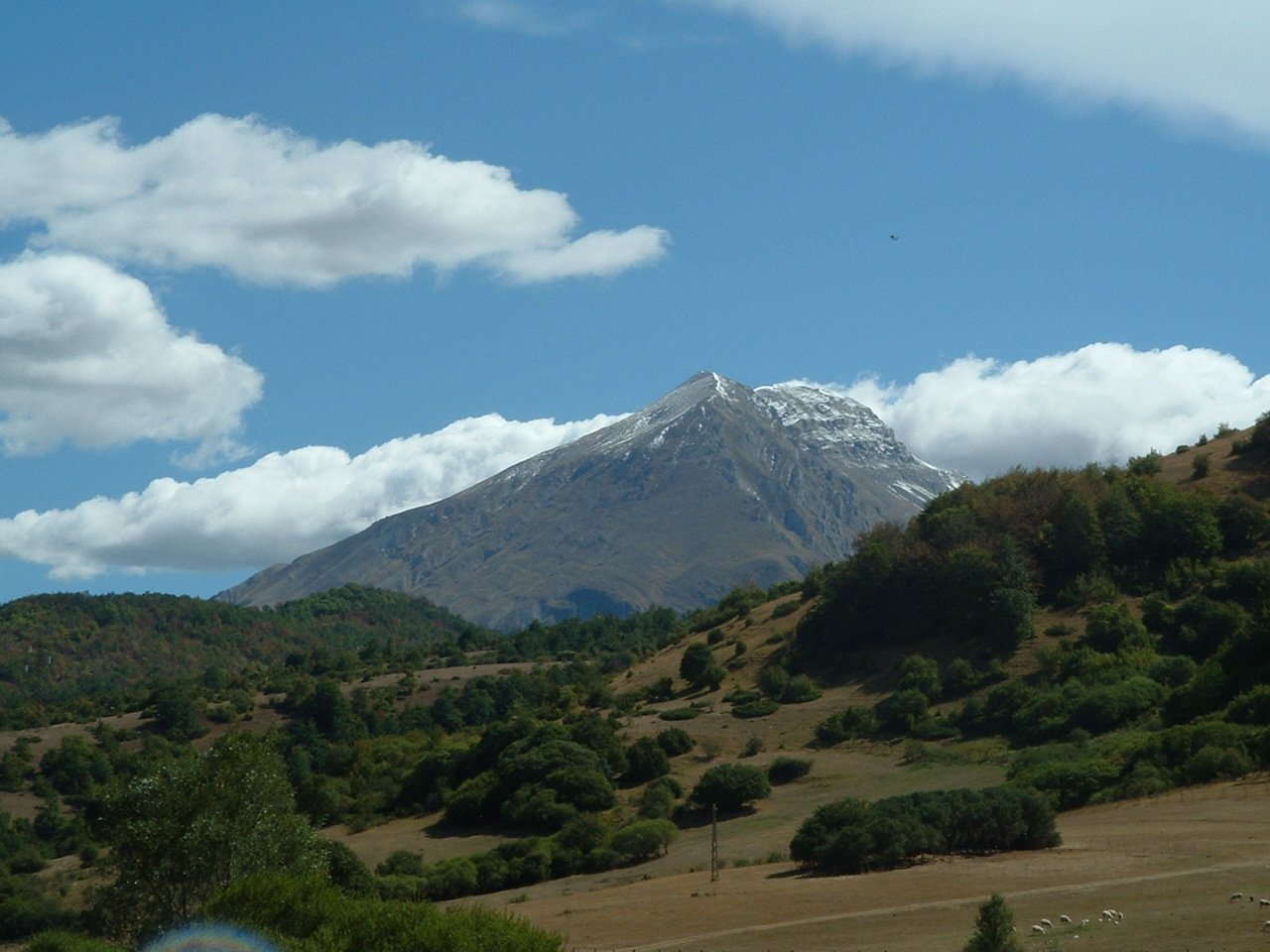
Monte Corvo
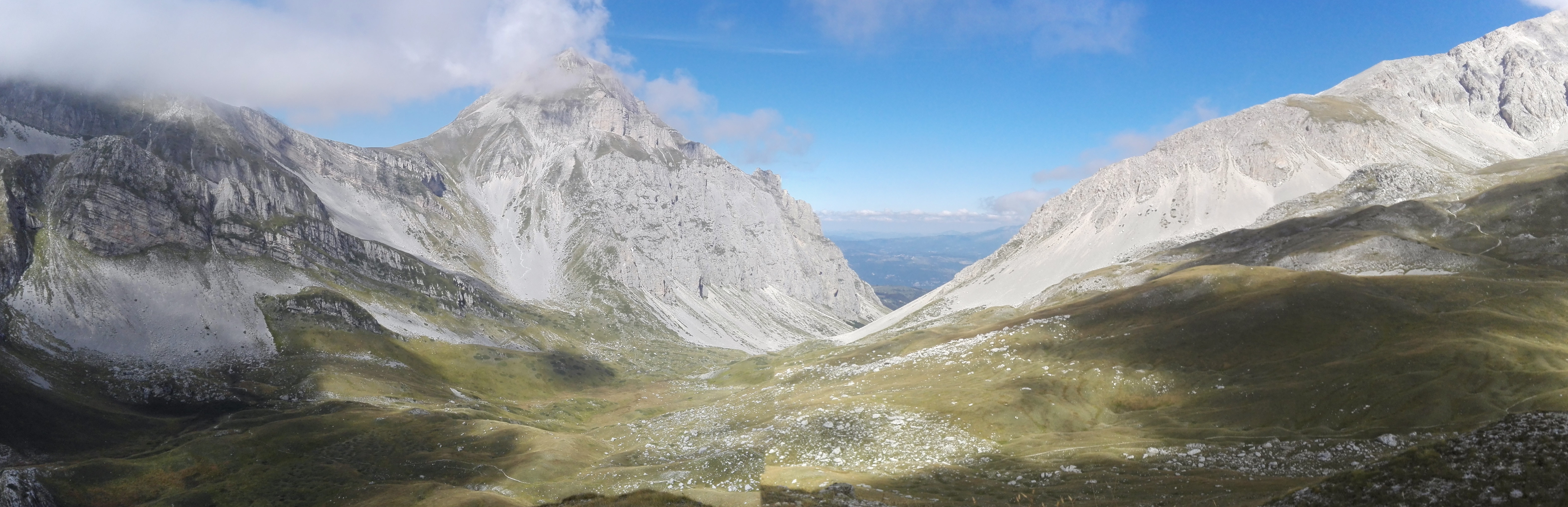
Pizzo d’Intersemoli mit dem Val Maone, rechts der westliche Kamm des Primo Scrimone.

#### Zentraler Bereich

##### Corno Grande – Corno Piccolo
Im Mittelpunkt des zentralen Bereichs steht mit dem 2912 m hohen Westgipfel des Corno Grande die mit Abstand höchste Erhebung des gesamten Massivs. Letzterer bildet mit dem Corno Piccolo (2655 m) die zwei Untergruppen aus dem der zentrale Bereich besteht und zu dem mit dem Primo Scrimone (2480 m) und dem Monte Aquila (2495 m) zwei weitere Erhebungen gehören. Den Mittelpunkt des zentralen Bereichs bildet der Westgipfel des Corno Grande um den sich kreuzförmig der Corno Piccolo im Norden, der zentrale und der östliche Gipfel des Corno Grande im Osten, der Primo Scrimone im Westen sowie der Monte Aquila im Süden anreihen. Letzterer bildet gleichzeitig die erste Erhebung des von hier aus in südöstlicher Richtung verlaufenden Ostkamms des Massivs.

Monte Aquila (links) mit Campo Imperatore
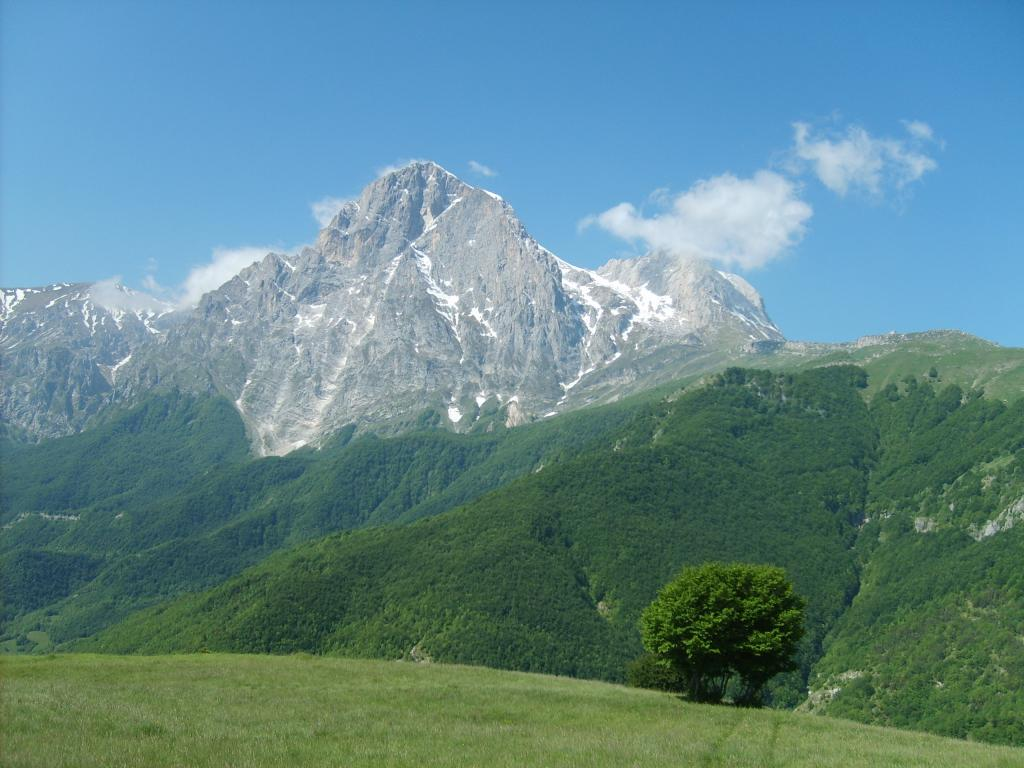
Nordwand des Corno Grande
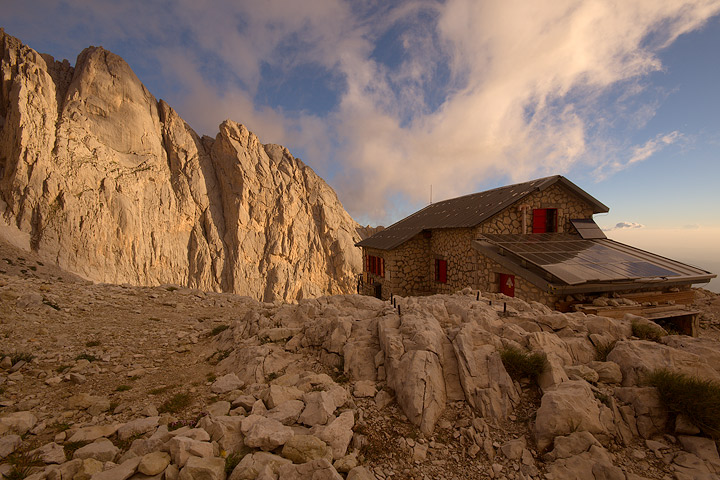
Rifugio Franchetti zwischen Corno Grande und Corno Piccolo
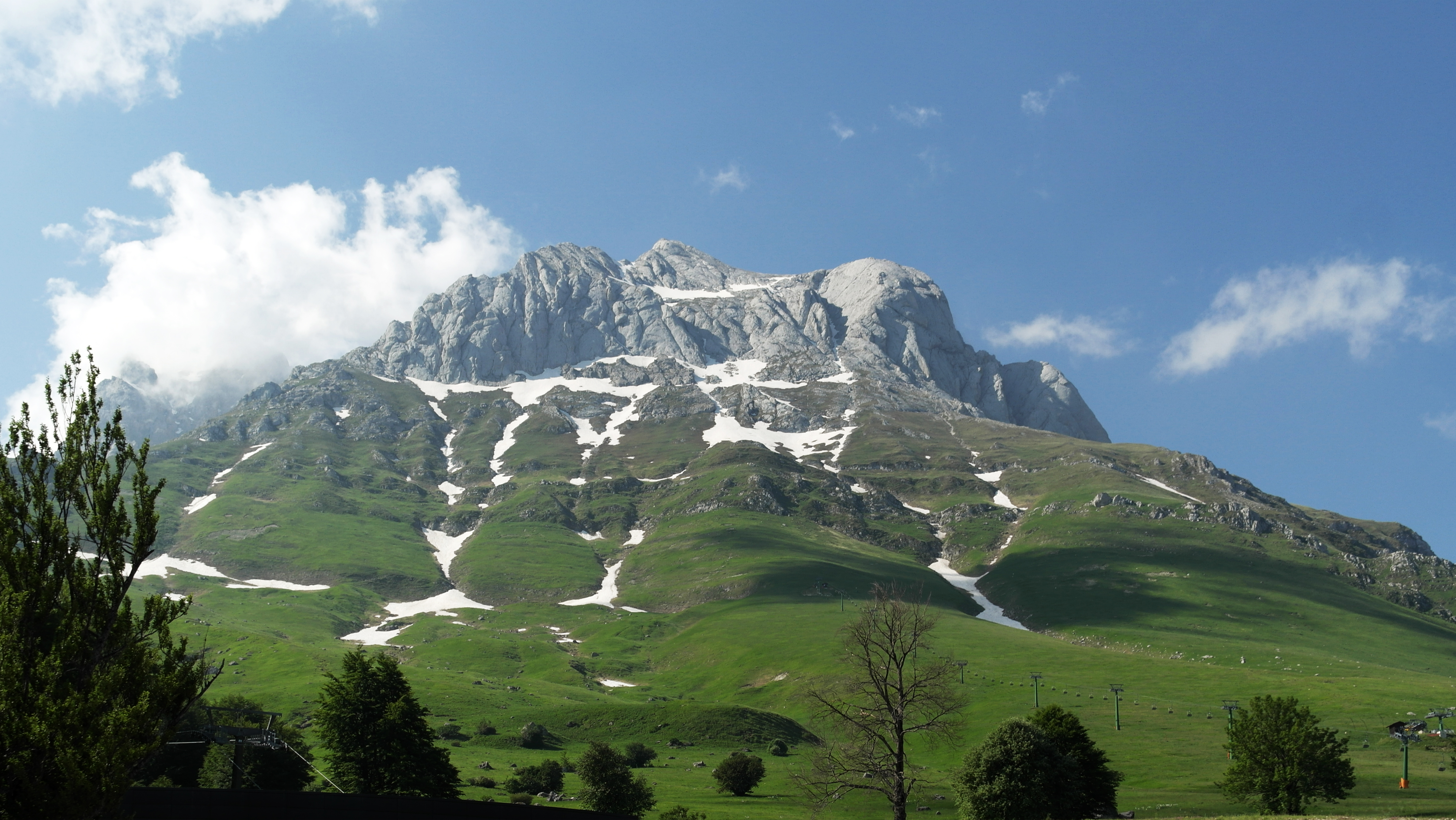
Corno Piccolo von Prati di Tivo

#### Östlicher Bereich

##### Östlicher Kamm
Der östliche Kamm des Gran-Sasso-Massivs erstreckt sich auf einer Länge von etwa 20 km vom Vado di Corno 1924 m, einem Kammeinschnitt auf Höhe des Corno Grande bis zum Vado di Sole, am äußersten östlichen Ende des Massivs. Der von West nach Ost verlaufende Kamm erreicht mit dem 2565 m hohen Monte Camicia seine höchsten Punkt. Entlang der Südseite des Kammes liegt die Hochebene von Campo Imperatore. Weitere Erhebungen am östlichen Kamm sind von West nach Ost der Monte Brancastello (2385 m), Monte Infornace (2362 m), Monte Prena (2561 m) und der Monte Camicia. Ab letzteren verläuft der Kamm in südöstlicher Richtung bis zum Pass Vado di Sole (1621 m), an dem auch die Hochebene von Campo Imperatore endet. Erstmals durchquert wurde der östliche Kamm im Mai 1927 von drei italienischen Bergsteigern.

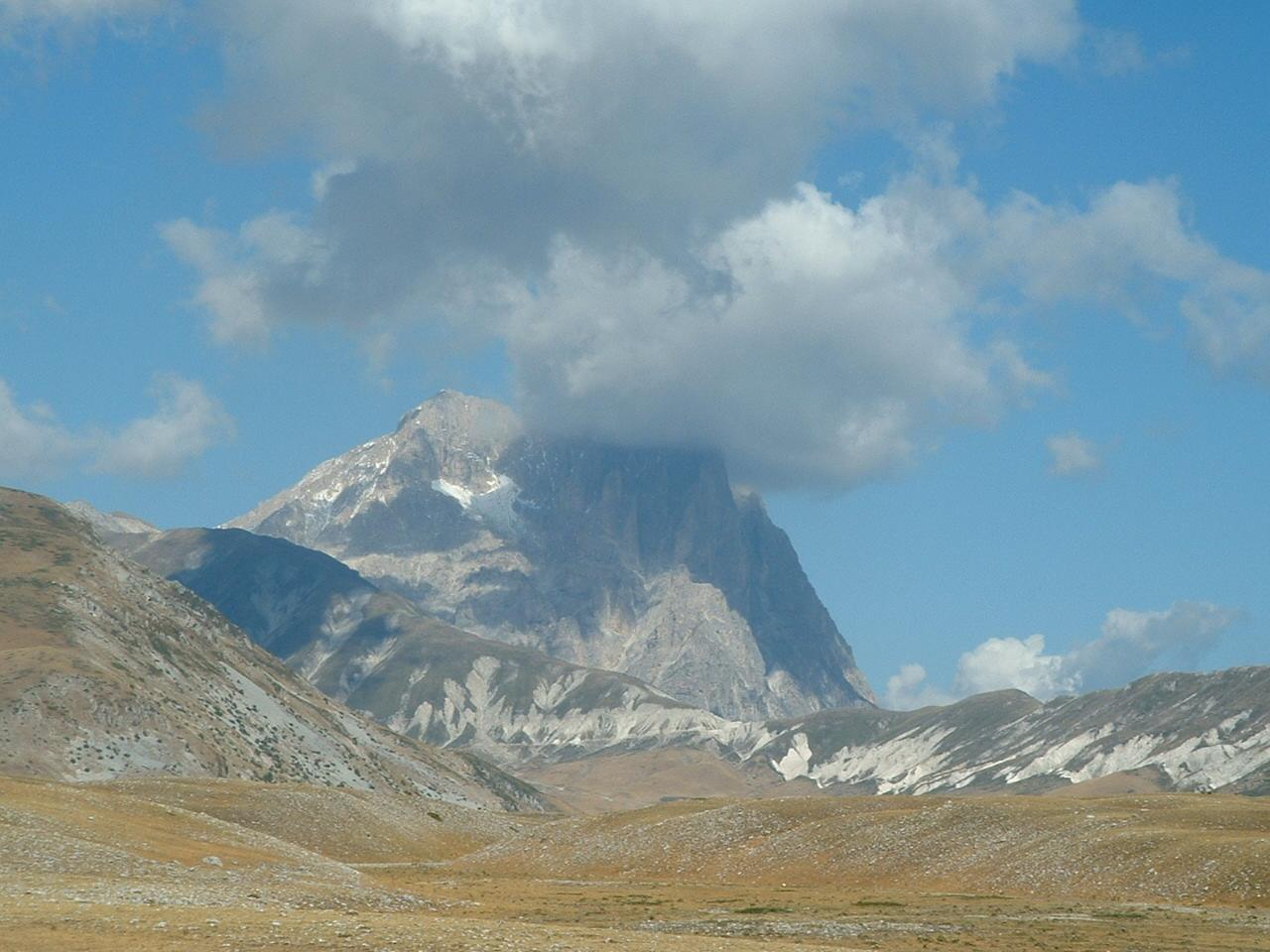
Der Corno Grande mit dem Passeinschnitt Vado di Corno im Vordergrund
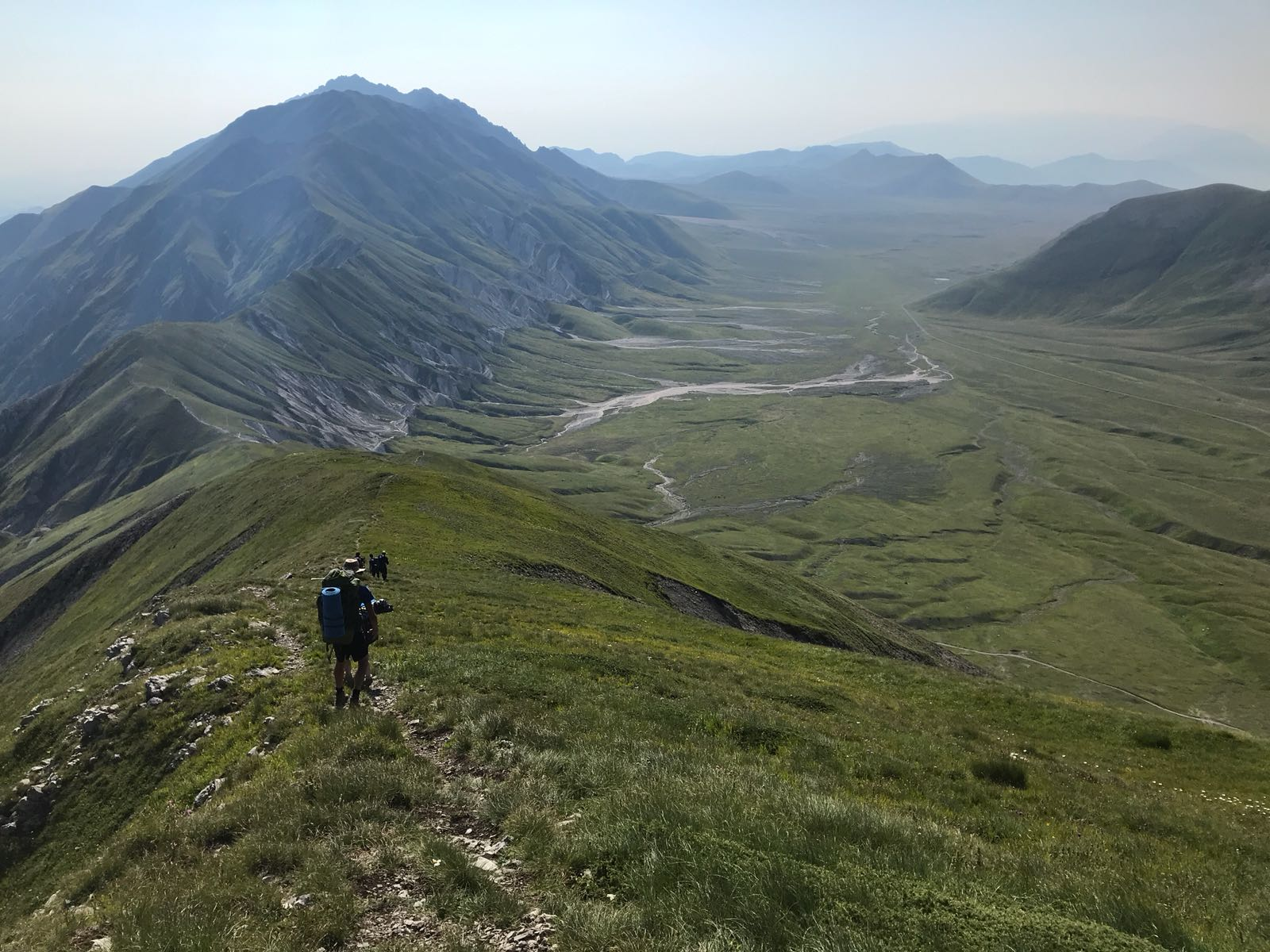
Monte Brancastello mit Campo Imperatore
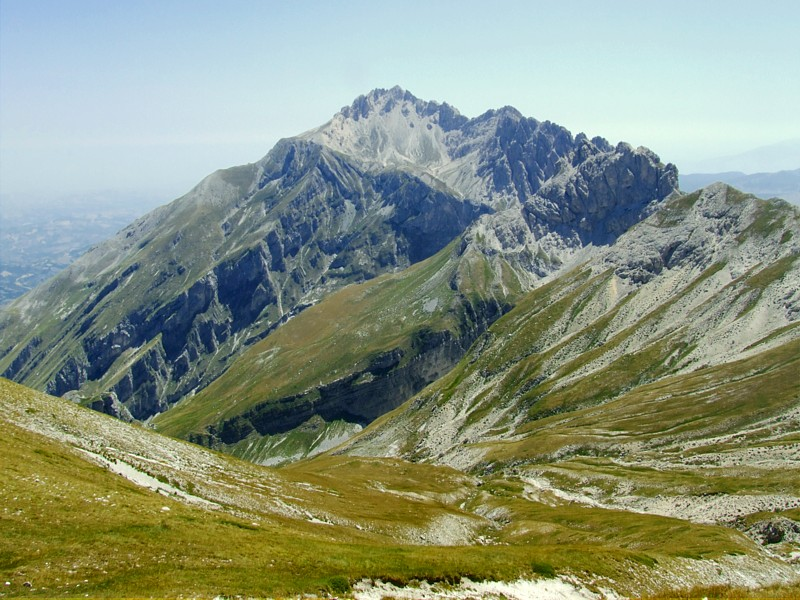
Monte Prena
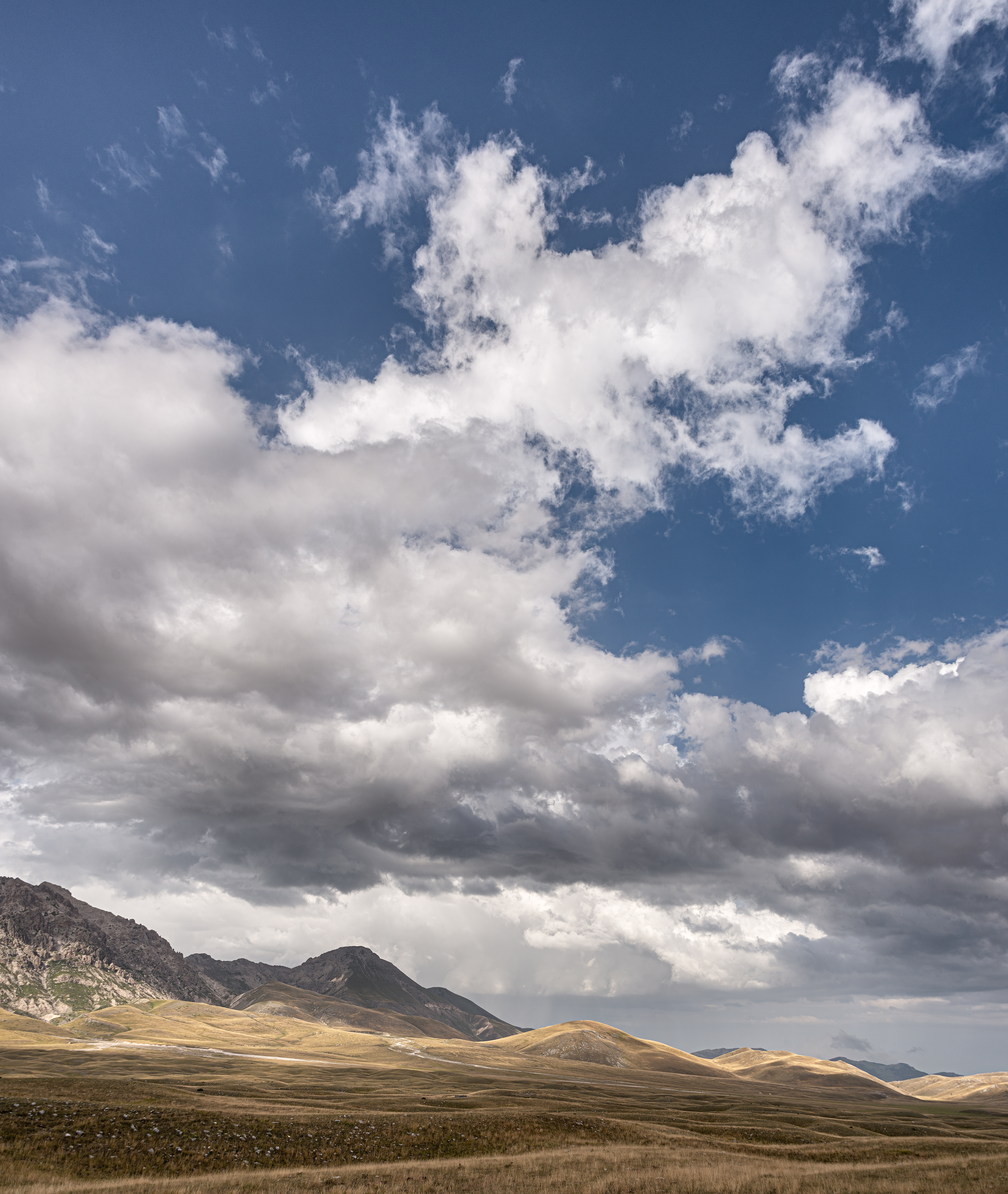
Monte Camicia, Bildmitte von Campo Imperatore
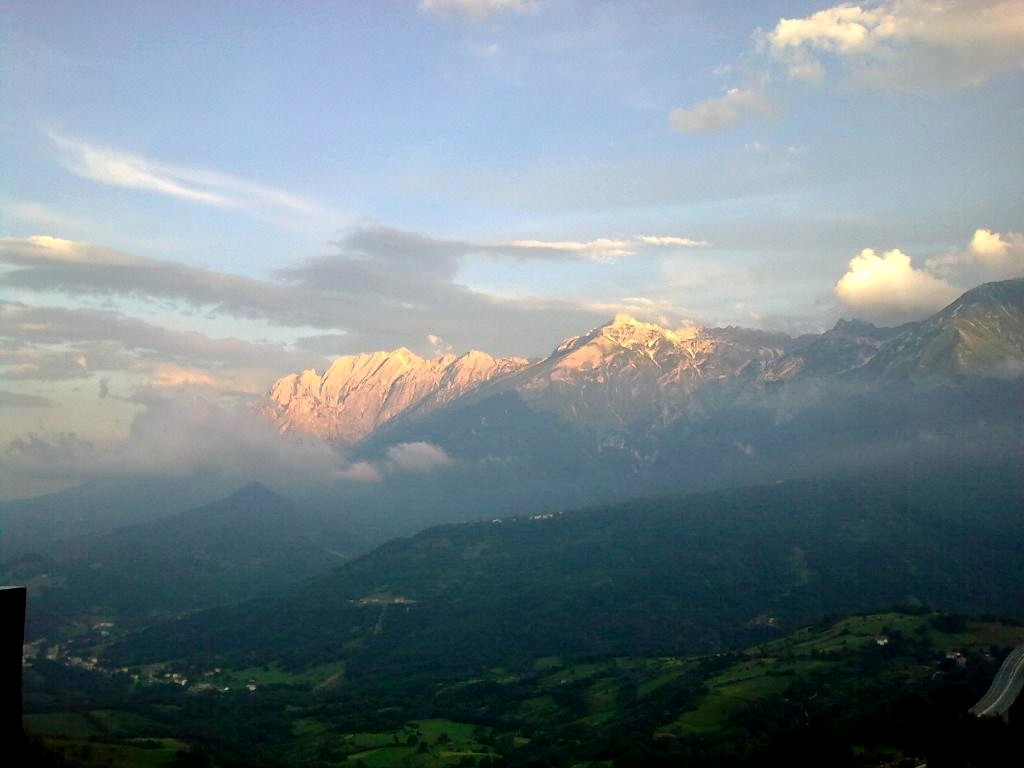
Monte Camicia von Forca di Valle

### Klima
Die Nähe des Massivs zum adriatischen (45 km) und zum tyrrhenischen Meer (120 km) sowie die isolierte Lage sorgen für besondere klimatische Bedingungen am Gran Sasso und wirken sich abmildernd aus. Die unterschiedlichen geomorphologischen Verhältnisse des Massivs mit Hochflächen, Senken und Tälern sind ausschlaggebend für die Bildung zahlreicher Mikroklimate. Der Niederschlag konzentriert sich auf den Herbst und das Frühjahr und ist an der Nordseite des Massivs intensiver als auf seiner Südseite. Trockene und schneearme Winter wechseln sich mit schneereichen ab, wie es beispielsweise 2017 der Fall war.
|                        | Jan  | Feb  | Mär  | Apr  | Mai | Jun  | Jul  | Aug  | Sep | Okt | Nov  | Dez  |   |     |
| Mittl. Temperatur (°C) | −3,9 | −3,9 | −2,2 | 0,5  | 5,3 | 8,9  | 12,4 | 12,2 | 9,2 | 5   | 0,6  | −2,6 | ⌀ | 3,5 |
| Mittl. Tagesmax. (°C)  | −2   | −1,8 | 0    | 2,8  | 8   | 11,8 | 15,6 | 15,4 | 12  | 7,4 | 2,6  | −0,6 | ⌀ | 6   |
| Mittl. Tagesmin. (°C)  | −5,7 | −6   | −4,4 | −1,8 | 2,6 | 6,1  | 9,2  | 9,1  | 6,4 | 2,7 | −1,4 | −4,5 | ⌀ | 1,1 |
|                        |      |      |      |      |     |      |      |      |     |     |      |      |   |     |
| Niederschlag (mm)      | 50   | 50   | 57   | 73   | 81  | 85   | 60   | 69   | 83  | 99  | 107  | 67   | Σ | 881 |

| −5,7 |

| −6 |

| −4,4 |

| −1,8 |

| 2,6 |

| 6,1 |

| 9,2 |

| 9,1 |

| 6,4 |

| 2,7 |

| −1,4 |

| −4,5 |

| −5,7 |

| −6 |

| −4,4 |

| −1,8 |

| 2,6 |

| 6,1 |

| 9,2 |

| 9,1 |

| 6,4 |

| 2,7 |

| −1,4 |

| −4,5 |

| N i e d e r s c h l a g | 50  | 50  | 57  | 73  | 81  | 85  | 60  | 69  | 83  | 99  | 107 | 67  |
|                         | Jan | Feb | Mär | Apr | Mai | Jun | Jul | Aug | Sep | Okt | Nov | Dez |

#### Lawinenkatastrophe 2017
Am Nachmittag des 18. Januar 2017 ging nach starkem Schneefall eine Lawine ab, die bei der Ortschaft Farindola ein Hotel zerstörte, wodurch 29 Menschen getötet wurden.

### Geologie
Der Gran Sasso besteht aus Sedimentgesteinen, insbesondere aus Kalkstein und Dolomit, die ihren Ursprung im Obertrias und Unterjura oder im Falle des Dolomit in der Unterkreide haben, als der Bereich des Abruzzischen Apennins von einem seichten Meer umspült wurde. Am östlichen Kamm kommt im Bereich des Monte Camicia auch Ölschiefer vor. Die oberste Schicht am Corno Grande besteht hauptsächlich aus Dolomit. Es finden sich hier unter anderem Fossilien vom Megalodon oder von Schnecken wie der Worthenia solitaria.
Daneben ist auch Mergel, der vor allem ab dem Paläozän vor 66 Millionen Jahren entstanden ist. Er findet sich am südlichen Kamm im Bereich des Monte San Franco, aber auch entlang des östlichen Kamms sowie im zentralen Bereich rund um den Corno Piccolo. Die Sedimentation endete zwischen dem Messinium und dem Zancleum vor etwa 5 Millionen Jahren, wobei die Ablagerungen am Ende eine Höhe von insgesamt über 3000 Metern erreichten.

#### Paläogeographie
Das erste bedeutende tektonische Ereignis im Bereich des Gran Sasso spielte sich während des Obertrias und der Unterkreide ab, als aufgrund der Kontinentaldrift die vorher entstandene Karbonatplattform auseinanderbrach. Dadurch kam der heutige südöstliche Teil des Massivs am Rand der Plattform zum Liegen. Zugleich entstand ein weiträumiger pelagischer Bereich im Nordwesten und Westen des Massivs.
Der Rand der Plattform fiel zum Tiefseebecken stufenweise ab, wobei sich auf den Stufen ab dem mittleren Unterjura wiederum Segmente ablagerten. Das Tiefseebecken war wiederum durch tiefere Bereiche und inselartige Strukturen gekennzeichnet, die zum Teil über der Wasseroberfläche lagen. In den tiefen Bereichen lagerten sich riesige Mengen von Bruchmaterial ab, die durch Erosion des Plattformrands sich dort ansammelten. Während des Jura und der Unterkreide weitete sich die pelagische Zone weiter aus, so dass viele Inseln und der Plattformrand überschwemmt wurden. Nach dem Unterkreide verblieb lediglich der Bereich des Corno Grande in einer überhöhten Position.
Das Massiv entstand zwischen dem oberen Miozän und den unteren Pliozän als Teil der alpidischen Orogenese, die durch das Aufeinanderdriften der afrikanischen auf die eurasische Platte verursacht war. Dieser komprimierenden tektonischen Phase folgte ab dem oberen Pliozän eine distensive Phase, die noch andauert. Auf diese distensive Phase ist beispielsweise die Entstehung der Hochebene Campo Imperatore zurückzuführen, wie auch die von anderen Ebenen und Hochebenen im gesamten Apennin. Auf Campo Imperatore wirkten sich zudem glaziale und fluvio-glaziale Faktoren aus, die der Hochfläche ihr heutiges Aussehen verliehen. Die distensive tektonische Phase ist auch verantwortlich für die Absenkung des südlichen Kammes.

### Gipfel
- Corno Grande 2912 m s.l.m. – Zentraler Bereich
- Corno Piccolo 2655 m s.l.m. – Zentraler Bereich
- Pizzo d’Intermesoli 2635 m s.l.m. – Westlicher Bereich
- Monte Corvo 2623 m s.l.m. – Westlicher Bereich
- Pizzo Cefalone 2533 m s.l.m. – Westlicher Bereich
- Monte Portella 2385 m s.l.m. – Westlicher Bereich
- Monte San Franco 2132 m s.l.m. – Westlicher Bereich
- Monte Camicia 2564 m s.l.m. – Östlicher Bereich
- Monte Prena 2581 m s.l.m. – Östlicher Bereich
- Cima di Monte Bolza 1927 m s.l.m. – Östlicher Bereich

### Gletscher und Gewässer
Das Gran Sasso Massiv besitzt mit dem Calderone-Gletscher den einzigen Gletscher des gesamten Apeninns. Bis zu seiner ersten Erhebung 1916 durch die beiden Geographen Olinto Marinelli und Leonardo Ricci war allerdings umstritten, ob es sich tatsächlich um einen Gletscher oder um ein Schneefeld handelte. Durch den kontinuierlichen Rückgang des Gletschers in den letzten Jahrzehnten ist diese Debatte wieder angefacht worden.
In der Vergangenheit muss das Massiv aber weitaus mehr vergletschert gewesen sein, wie Gletscherspuren aus dem Quartären Eiszeitalter beweisen, die an mehreren Stellen im westlichen und zentralen Bereich auf unterschiedlichen Höhen vorzufinden sind.
Das Grundwasser des Massivs fließt, wie auch im übrigen Apennin, aufgrund der lithografischen Schichtung, der Wasserdurchlässigkeit der Schichten und des Gefälles zum überwiegenden Teil in südöstlicher Richtung ab. Der Großteil gelangt im Quellgebiet des Tirino bei Capestrano und des Pescara bei Popoli wieder an das Tageslicht und dienen der Trinkwassergewinnung Popolis sowie der Städte Pescara und Chieti. Weitere Quellen speisen am Nordrand des Massivs unter anderem die Zuflüsse des Vomano und des Fino. Relativ wasserarm ist dagegen die Richtung L’Aquila gewandte Südseite.
Bei der Tunnelbohrung des Gran-Sasso-Tunnels kam es zu erheblichen Wassereinbrüchen, bei denen bis zu 20.000 Liter pro Sekunde in den Tunnel eindrangen und entsprechende bautechnische Maßnahmen erforderten. Die Drainage führte zunächst zum Abfluss des Tiefenwassers und schließlich zu einem Absinken des Grundwasserspiegels, der um etwa 600 m von 1600 m s.l.m. auf die Höhe des Gran-Sasso-Tunnels absank. Die Folge war ein Rückgang der Schüttung verschiedener Quellen um bis zu 70 % im Bereich der Tunnelröhren.

## Natur

### Flora
Die vielfältigen geomorphologischen und klimatischen Bedingungen am Gran Sasso sind die zwei ausschlaggebenden Faktoren, die für eine artenreiche Pflanzenwelt am Gran Sasso verantwortlich sind. Die Höhenstufen am Gran Sasso reichen von der Hartlaub-Mischlaubstufe (800–1000 m) bis zur alpinen Stufe.
In der Hartlaub-Mischlaubstufe kommen Zerreiche, Europäische Hopfenbuche, Edelkastanie, Holzapfel, Wildbirne, Espe und Schneeball-Ahorn vor. Entlang der Wasserläufe finden sich Silber-Pappel, Purpur-Weide, Hainbuche, Winterlinde, Feldahorn, Berg-Ahorn, Gemeine Hasel, Gewöhnlicher Liguster und Heckenkirschen. Die Höhenlage zwischen 1200 und 1300 m ist durch ausgedehnte Rotbuchen- und Berg-Ahornbestände gekennzeichnet. Auf der Südseite, die bereits ab dem 14. Jahrhundert intensiv gerodet wurde, kommen in den verbliebenen thermophilen Wälder neben der Zerreiche, Flaumeiche, Manna-Esche, Feldahorn, Schlehdorn, Gewöhnlicher Spindelstrauch, Gemeine Hasel und Schwarzkiefer vor. Oberhalb von L’Aquila wurde mit Nadelhölzern versucht diese Bereiche wieder aufzuforsten.
Die Vegetation zwischen 1700 und 1900 m ist durch intensive Transhumanz in der Vergangenheit – es wird geschätzt, dass im 16. und 17. Jahrhundert zwischen einer und zwei Millionen Weidetiere sich dort aufhielten – starken Veränderungen ausgesetzt gewesen. Es kam zu einer generellen Verarmung der Arten und massiven Auftreten von Nitrophyten, wie Große Brennnessel, Ringdisteln, Eberwurzen, Kratzdisteln, Löwenzahn und anderer Gattungen. Bestimmte Bereiche wurden von Borstgras besiedelt, das von Weidetieren geschmäht wird und zudem durch die Hufe der Tiere wenig Schaden erleidet. Die durch anthropogene Faktoren entstandene Borstgrasweide bildet wiederum einen besonders schützenswerten Lebensraumtyp.
In der alpinen Stufe finden sich Endemiten, die als sogenannte eiszeitliche Relikte mit der letzten Kaltzeit aus nördlicheren Gefilden bis in den Bereich des Gran Sasso gewandert sind. Mit dem langsamen Anstieg der Temperaturen verschwanden diese Arten auf dem übrigen Apennin und überlebten nur in den Höhenlagen des Gran Sasso, dabei differenzierten sie sich zum Teil aus und entwickelten eigene Unterarten, darunter beispielsweise Androsace mathildae, eine Mannsschild-Art, Adonis distorta, eine Adonisröschen-Art, oder das Filzige Hornkraut.
Auf der trockeneren, wärmeren Westseite finden sich Endemiten auch in niedrigeren Höhenlagen, wie Goniolimon italicum oder der zu den prioritären Arten von gemeinschaftlichem Interesse zählende Astragalus aquilanus, eine Tragant-Art. Lange Zeit in Italien als ausgestorben gegolten und nur am Gran Sasso vorkommend ist das Frühlings-Adonisröschen.

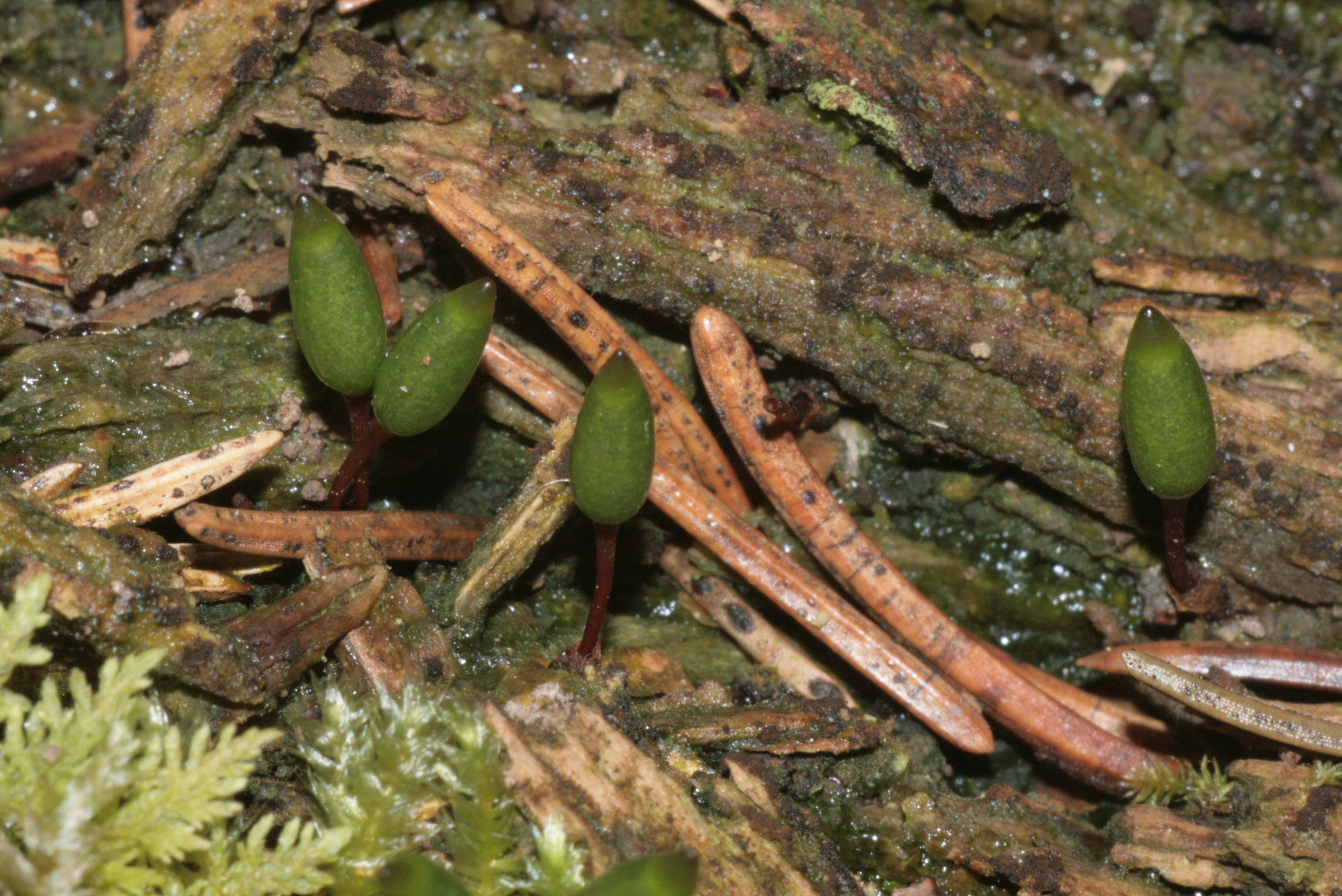
Grünes Koboldmoos (Buxbaumia viridis)
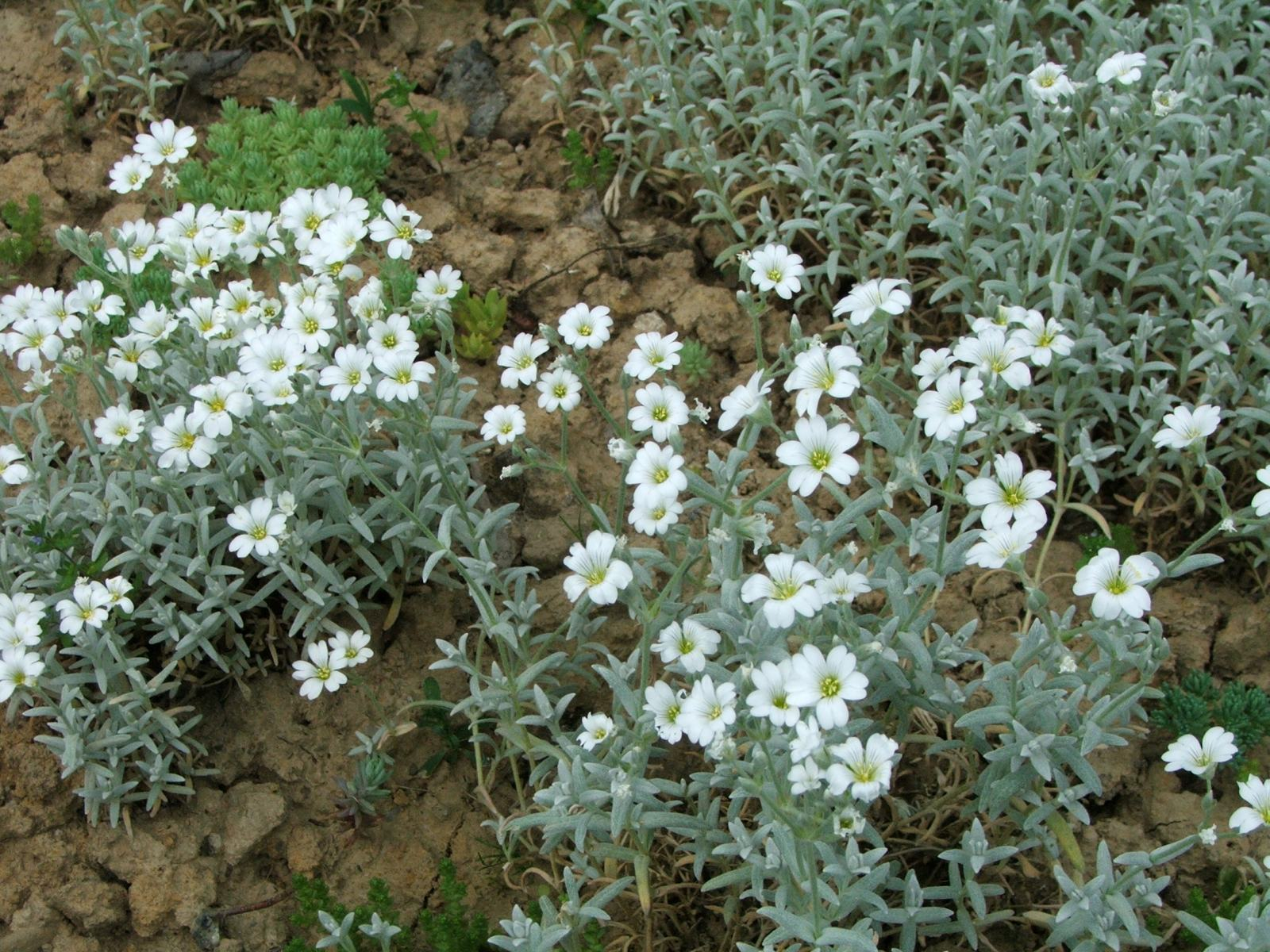
Filziges Hornkraut (Cerastium tomentosum)
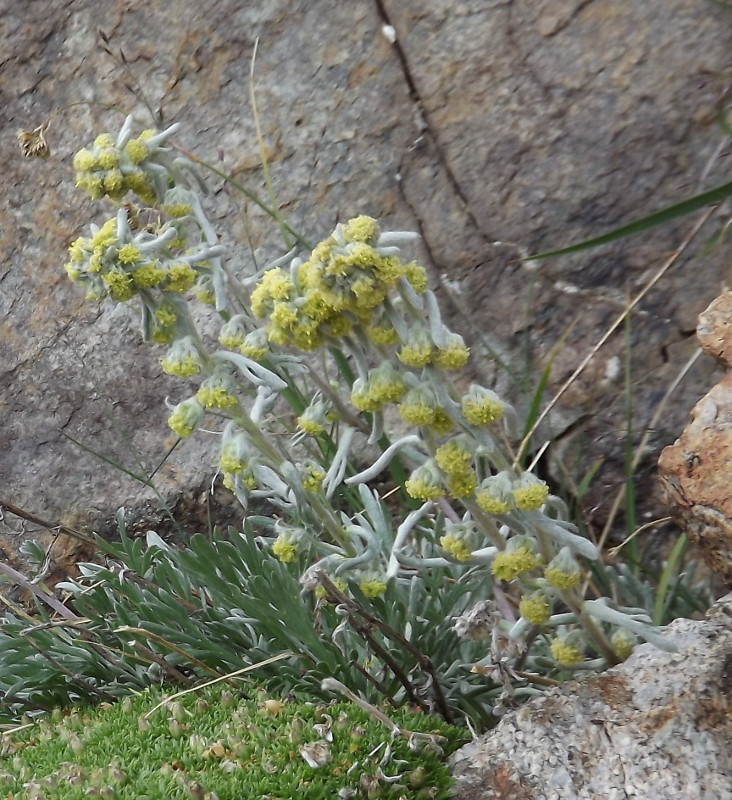
Artemisia eriantha
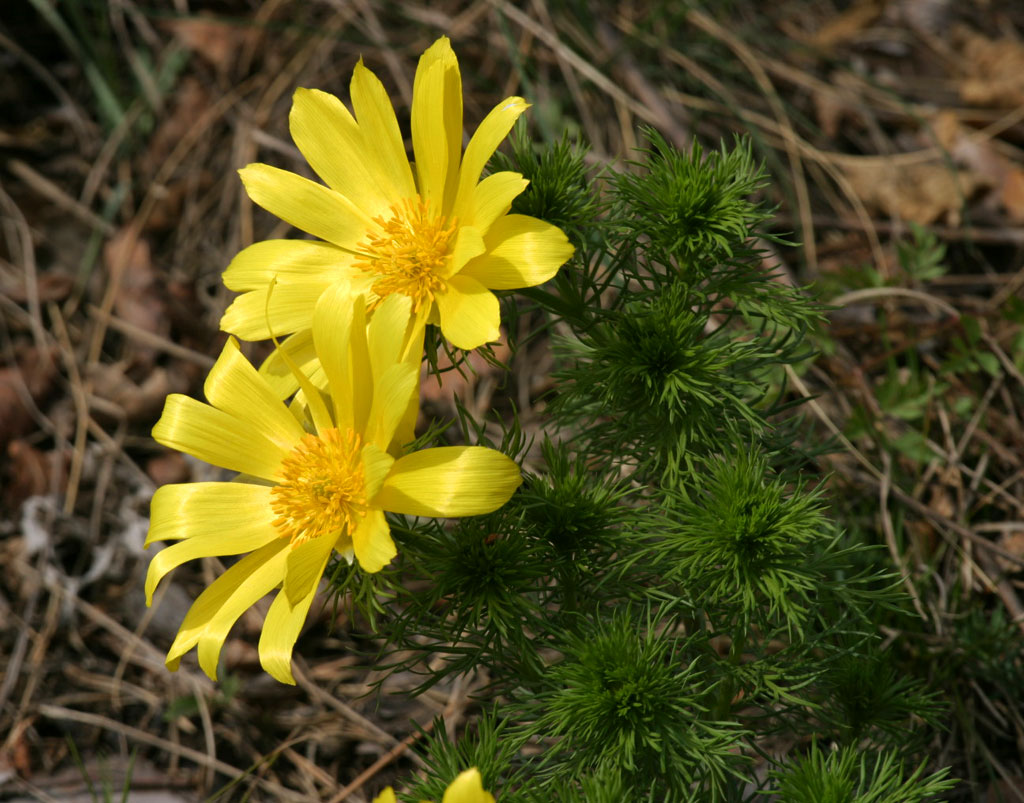
Frühlings-Adonisröschen (Adonis vernalis)
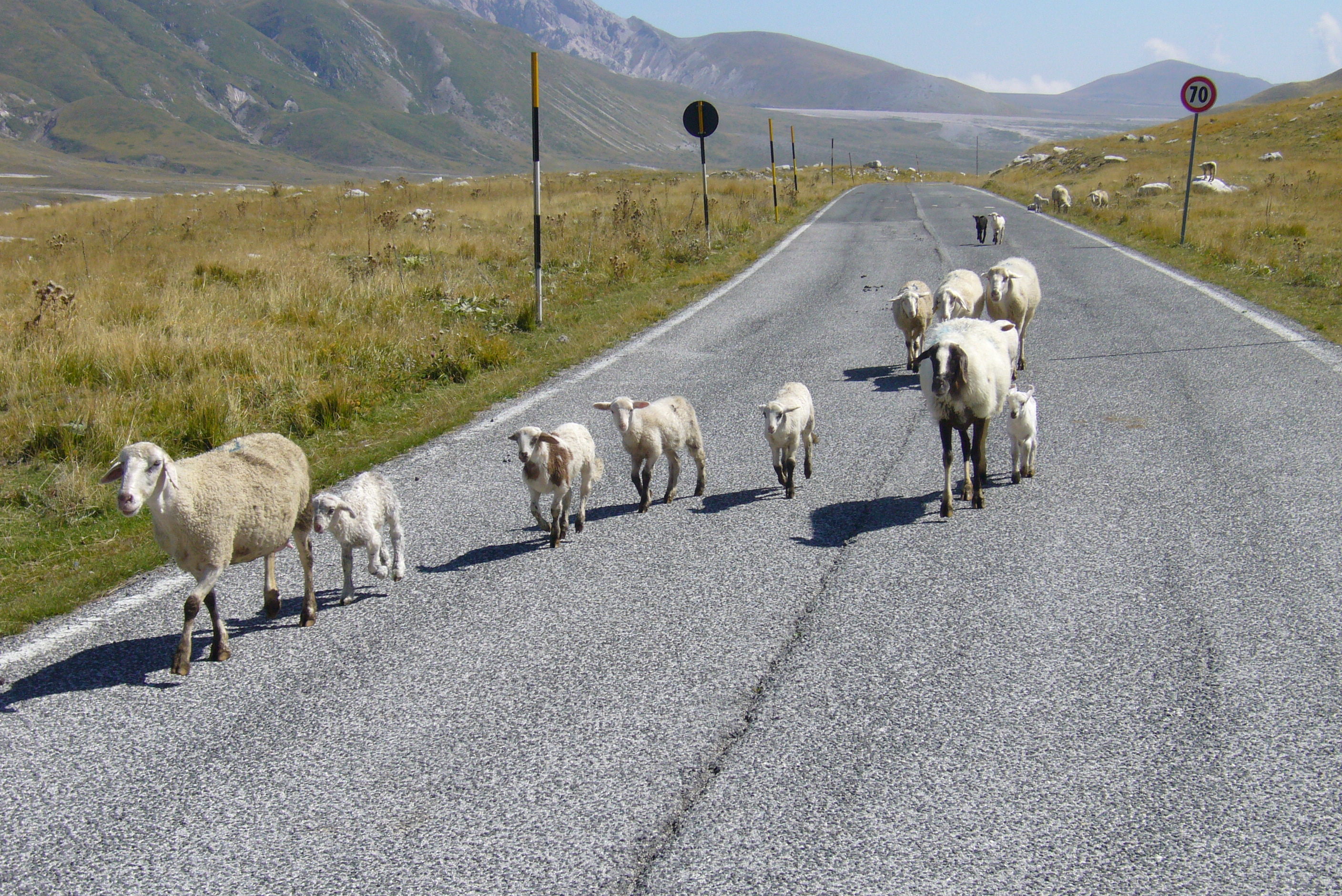
Durch Transhumanz veränderte Weidelandschaft am Campo Imperatore

### Fauna
Die Fauna am Gran Sasso zeichnet sich durch ihre Artenvielfalt sowohl unter den Wirbeltieren und als auch unter den Wirbellosen aus, bedingt vor allem durch die geografische Lage des Massivs auf der Apenninenhalbinsel. So wanderten zahlreiche Spezies über den Apennin aus Nord-, West- und Osteuropa ein. Wie für die Flora stellte der Gran Sasso nach dem Ende der letzten Kaltzeit aufgrund seiner besonderen geomorphologischen Besonderheiten ein natürliches Rückzugsgebiet für Tiere dar, die ansonsten nur in kälteren Klimazonen vorkommen. So finden sich die vermeintlichen Exoten im Massiv insbesondere in den mittleren und oberen Höhenstufen, auch wenn die meisten Arten in den unteren Höhenstufen bis zu 1200 m vorzufinden sind.
Der Gran Sasso ist trotz menschlicher Eingriffe das Habitat von über 30 Säugetier-, mindestens 200 Vogel-, 14 Reptilien-, etwa 12 Amphibien- und mindestens 11 autochthone Fischarten. Unter den Insektenfressern finden sich der Römische Maulwurf, der Blindmaulwurf oder die Schneemaus als Relikt der letzten Kaltzeit. Zu den Exoten zählen das Gewöhnliche Stachelschwein, das im südlichen Bereich des Massivs beheimatet ist. Unter den Raubtieren wurde der Italienische Wolf noch Ende des 20. Jahrhunderts nur sporadisch am Gran Sasso beobachtet. Dabei handelte es sich vermutlich um durchwandernde Einzeltiere. Seit dieser Zeit hat die Anzahl der Sichtungen wieder stetig zugenommen. Im gesamten Nationalpark, der über das Massiv des Gran Sasso hinausreicht, geht man seit Ende der 2010er Jahre von einem festen Bestand von 13 bis 15 Rudeln aus. Für den Marsischen Braunbär stellt der Gran Sasso dagegen nach wie vor ein Durchzugsgebiet dar.
Die 1899 von Oscar Neumann erstmals als eigene Gattung beschriebene endemische Abruzzen-Gämse galten Ende bereits 1890 als ausgerottet auf dem Gran Sasso. Ab 1990 wurden in anderen Bereichen des Apennins gefangen genommene Tiere auf dem Gran Sasso freigesetzt, die in der Folge eine eigene Kolonie bildeten. Bei der Bestandszählung 2015 wurde der Bestand auf dem Massiv wieder auf 662 Exemplare geschätzt.
Unter den am Gran Sasso vorkommenden Reptilien und Amphibien fallen gemäß der Richtlinie 92/43/EWG unter Artenschutz die seltene Wiesenotter, die auf der Hochebene Campo Imperatore vorkommt, die Vierstreifennatter, die Gelbbauchunke sowie der Alpen-Kammmolch.
Unter den Vögeln finden sich auf der Artenschutz-Richtlinie der im Apennin eher seltene Schneesperling, der am Gran Sasso sogar in unmittelbarer Nähe des Hotels Campo Imperatore nistet. Daneben werden weitere fast 20 Arten wie beispielsweise Heidelerche, Alpenkrähe, Halsbandschnäpper, Steinhuhn, Ortolan, Steinrötel und Alpenbraunelle.
Unter den Greifvögeln kommen sowohl der Steinadler als auch der seit einigen Jahren wieder der Gänsegeier vor. Letzterer wurde in den 1990er Jahren am südlich des Gran Sasso gelegenen Monte Velino ausgewildert und ist mittlerweile auch wieder am Gran Sasso zu beobachten. So sorgten 80 Gänsegeier am Campo Imperatore im Jahr 2016 für Aufsehen, als sie sich über den Kadaver einer Kuh hermachten.

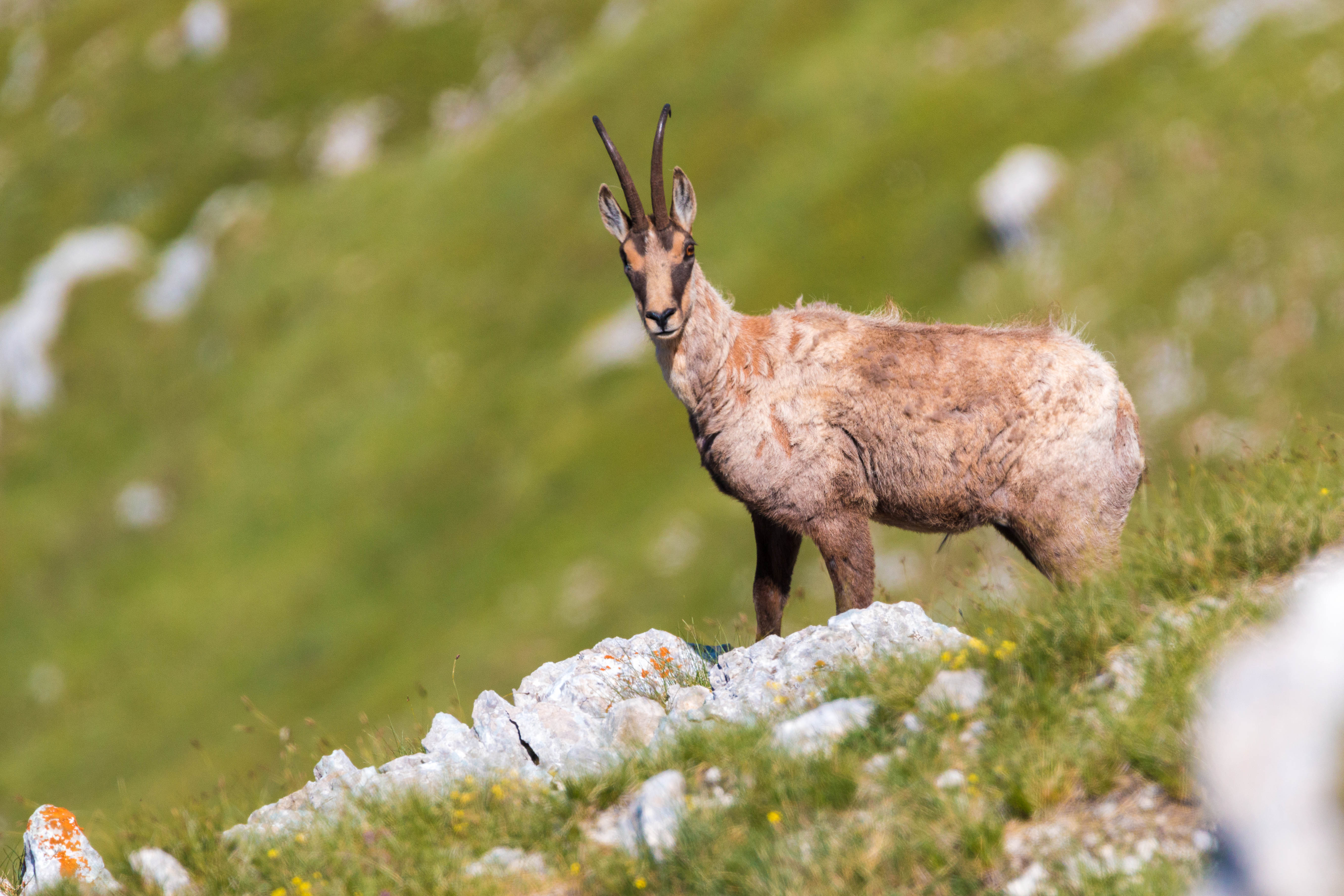
Abruzzen-Gämse
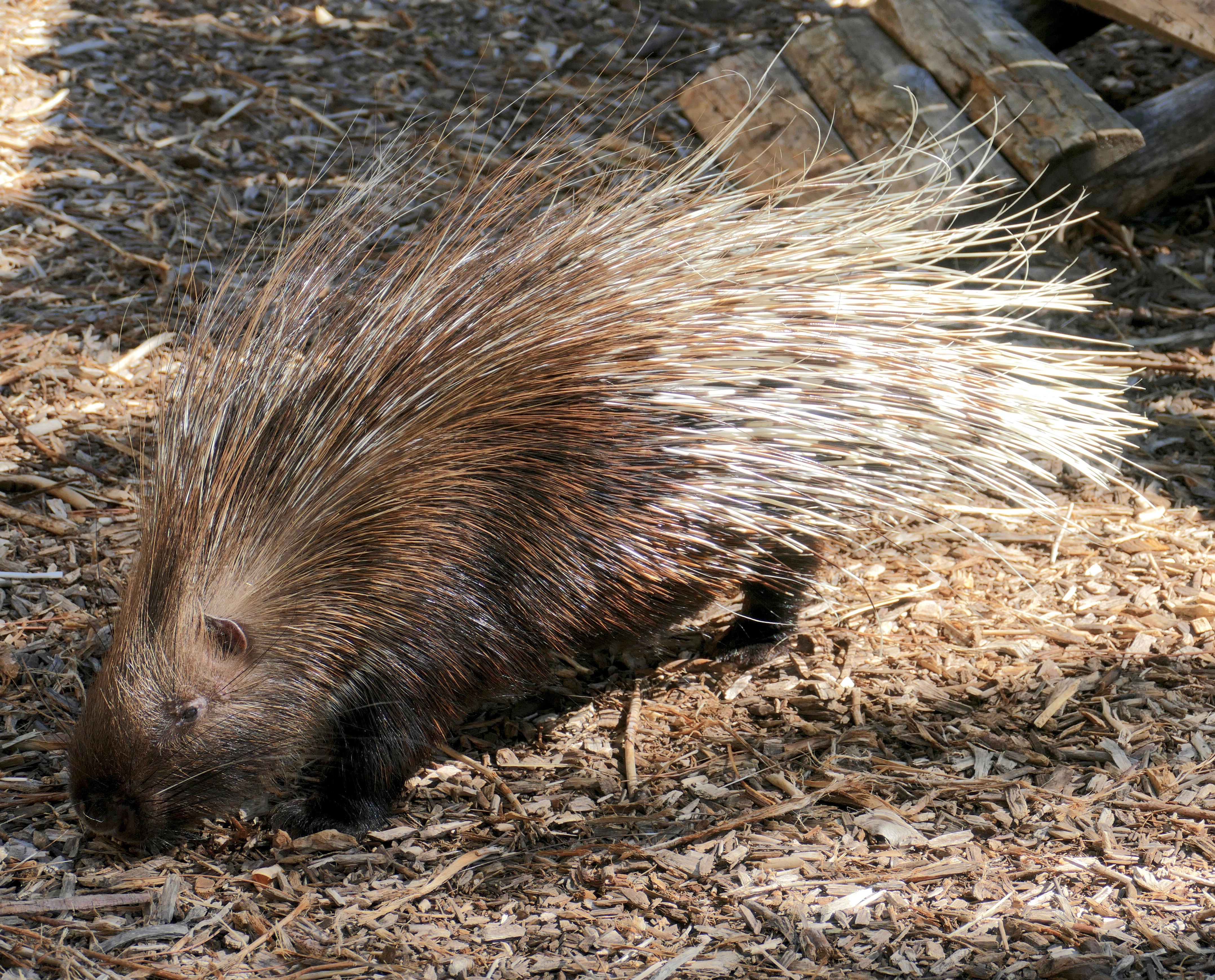
Gewöhnliches Stachelschwein
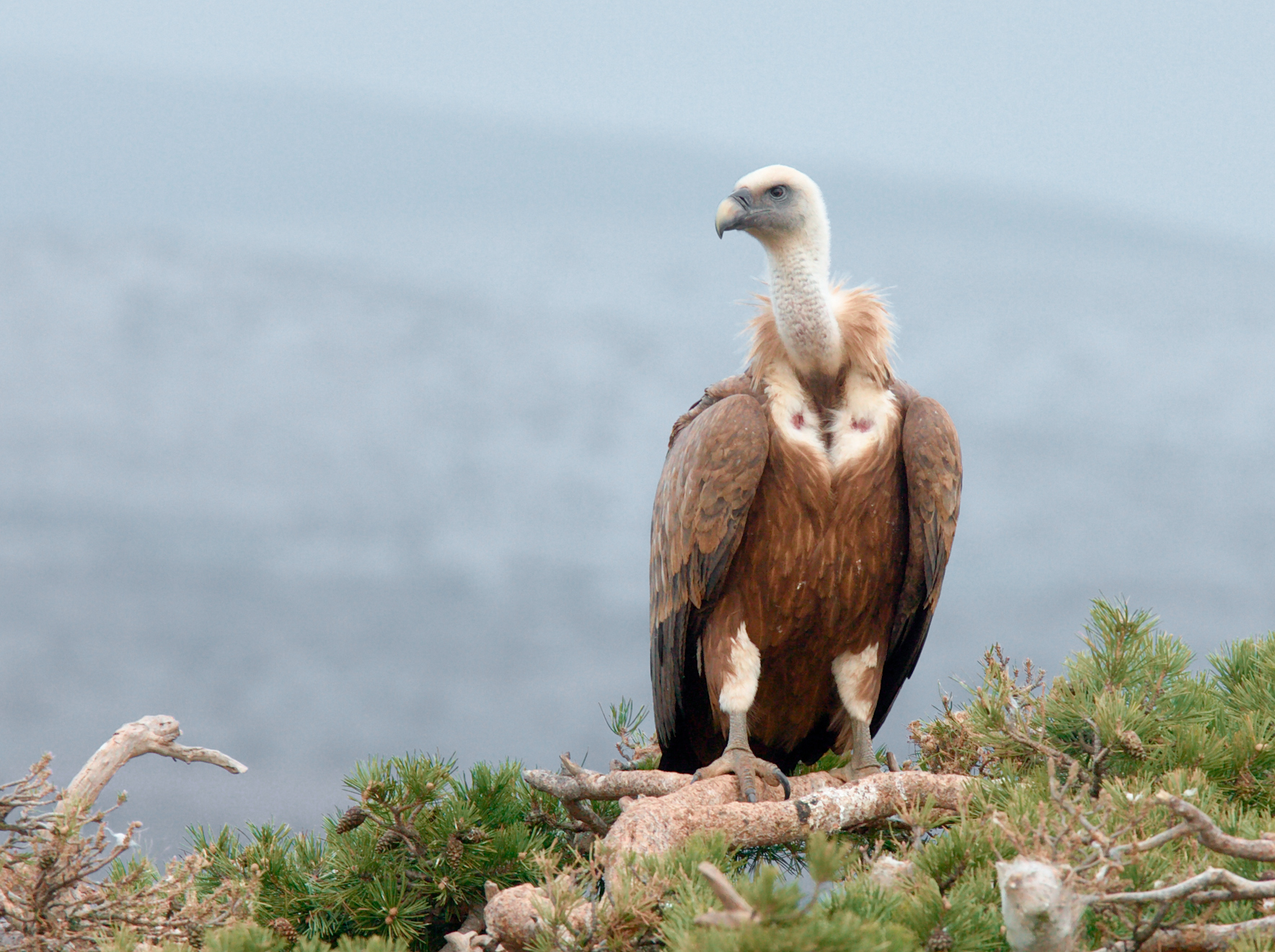
Gänsegeier
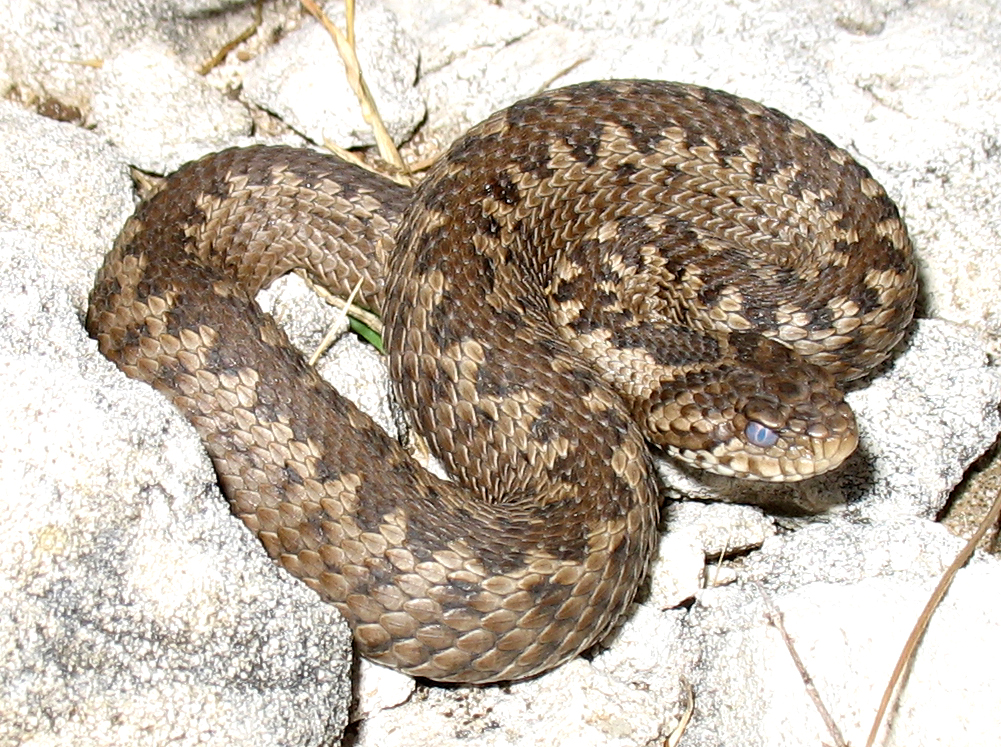
Wiesenotter
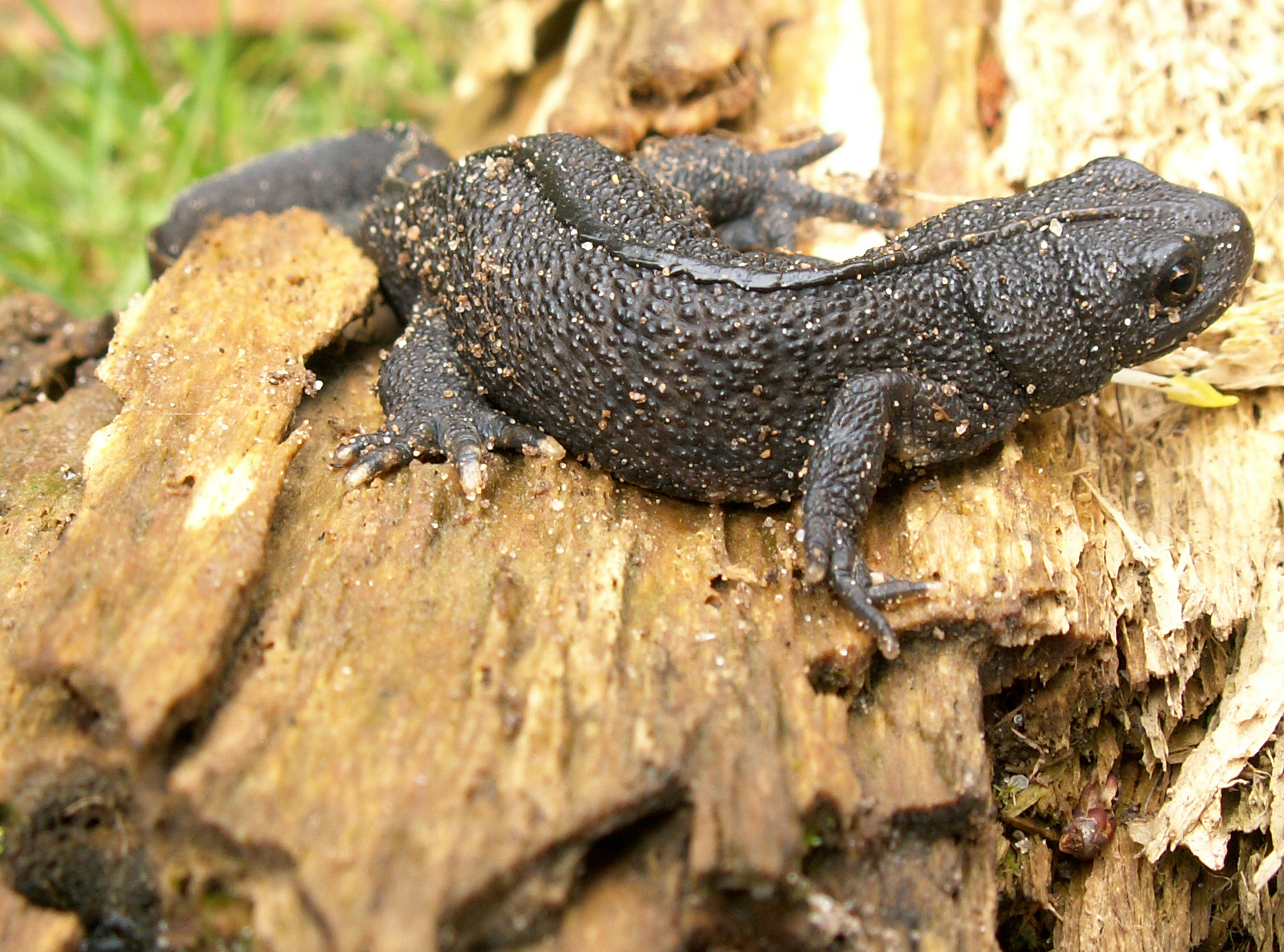
Alpen-Kammmolch

### Schutzgebiete
Das Gran-Sasso-Massiv ist seit 1991 Teil des Nationalparks Gran Sasso und Monti della Laga. Innerhalb des Nationalparks gibt es mehrere ausgewiesene Natura 2000 Schutzgebiete, die zum Teil im Massiv des Gran Sasso liegen. Die größten Gefahren für diese Gebiete gehen von anthropogenen Faktoren aus, wie der forstwirtschaftlichen Nutzung, der Wilderei, der touristischen Erschließung einschließlich des Baus von Verkehrswegen für den motorisierten Verkehr sowie durch Weidedruck durch pastorale Viehhaltung.

#### Gran Sasso
Das Schutzgebiet Gran Sasso (WDPA-ID 555529225) ist mit 339,95 km² das größte Schutzgebiet im Massiv und bedeckt damit fast ein Viertel der gesamten Nationalparkfläche. Es umfasst den westlichen, zentralen und östlichen Bereich und reicht im Nordosten des Massivs bis zum Ufer des Vomano, während im Südosten Teile der südlichen Ausläufer bis zum Monte Cappuccinata noch innerhalb des Schutzgebietes liegen. Es weist aufgrund unterschiedlicher Geländeformen, klimatischer Bedingungen etc. zahlreiche verschiedene Ökosysteme und Ökotone auf, die den Lebensraum für viele Arten, darunter auch Endemiten bilden.

#### Oberlauf des Tirino
Das im Quellgebiet und am Oberlauf des Tirino 12,94 km² große Schutzgebiet (it. Primo tratto del Fiume Tirino e Macchiozze di San Vito WDPA-ID 555529230) liegt an den südlichen Ausläufern des Massivs. Es umfasst sowohl mediterrane Ökosysteme als auch steppenartige kontinentale mit Trockenwiesen. Erstere sind vor allem durch Garigue-Landschaften gekennzeichnet in der die Kretische Zistrose und das Winter-Bohnenkraut vorkommen. Daneben findest sich
mesophiler Mischwald in dem unter anderem Schneeball-Ahorn und die Europäische Hopfenbuche vertreten sind. Der Oberlauf des Tirino ist dagegen das Habitat vieler Hydrophyten. Entlang des Ufers findet sich die sonst in der Gegend nicht vorkommende Asch-Weide. Zur schützenswerten Fauna des Schutzgebiets gehören die Heidelerche, der Eisvogel, der Neuntöter, die Vierstreifennatter, der Alpen-Kammmolch sowie der Italienische Wolf.

#### Monte Picca – Monte di Roccatagliata
Das 12,94 km² große Schutzgebiet Monte Picca – Monte di Roccatagliata (WDPA-ID 555529237 umfasst die letzten zum Gran-Sasso-Massiv gehörenden Erhebungen nördlich des Pescara bei Bussi Officine im unteren Tirino-Tal. Wie in dem nördlich liegenden Schutzgebiet am Quellgebiet des Tirino handelt es sich auch hier um einen Übergangsbereich mit mediterranen und steppenartigen kontinentalen Ökosystemen. In einigen Bereichen fanden Aufforstungen mit verschiedenen Kiefern-Arten, wie der Aleppo-Kiefer statt. Ansonsten dominieren Buchen und Hainbuchen die Waldbereiche sowie Pioniervegetation wie der Gewöhnliche Judasbaum. Von besonderem Interesse ist das Vorkommen des Berg-Seidelbast, der im Gran Sasso selten ist. Im Bereich der Fauna bildet das Schutzgebiet das einzige Habitat im Gran Sasso für das Gewöhnliche Stachelschwein, das hier auch seinen östlichsten Lebensraum in Italien besitzt.

### LIFE Projekte
Im Massiv des Gran Sasso sind mit Einführung des Nationalparks 1991 mehrere LIFE-Projekte der Europäischen Union gefördert worden.
Mit dem 1997 gestarteten Projekt Conservation of Rupicapra pyrenaica ornata in the Central Apennines wurde im Gran Sasso, die Ende des 19. Jahrhunderts ausgestorbene Abruzzen-Gämse wiedereingeführt. Das LIFE Natura COEX Projekt setzte sich zum Ziel, die Haltung von Nutztieren im Lebensraum großer Raubtiere, wie Wolf, Bär oder Adler konfliktfrei und kompatibel zu gestalten.
Das Projekt LIFE+ Praterie umfasst mit der trockenen und kalten Hochebene Campo Imperatore, treffenderweise auch als klein Tibet bezeichnet, ein Areal, das ausschließlich im Massiv des Gran Sasso liegt. Ziel ist es, das Ökosystem Campo Imperatore langfristig zu erhalten. Dies soll mit der Förderung nachhaltiger Weidewirtschaft ebenso erreicht werden, wie mit dem umweltfreundlichen Betrieb der touristischen Infrastrukturen und dem begrenzten Besucherzugang auf besonders schützenswerte Bereiche.
Auf der Hochebene Campo Imperatore finden sich gemäß der FFH-Richtlinie insbesondere zwei besonders schützenswerte Lebensraumtypen. Zum einen naturnahe Kalktrockenrasen und deren Verbuschungsstadien (Festuco-Brometalia) (* besondere Bestände mit bemerkenswerten Orchideen) (EU Code 6210) und zum anderen dem vom Verschwinden bedrohten und deshalb als prioritären Lebensraumtyp eingestufte artenreiche montane Borstgrasrasen (und submontan auf dem europäischen Festland) auf Silikatböden (EU Code 6230).

## Tourismus
Die touristische Erschließung des Gran Sasso begann Ende des 19. Jahrhunderts mit dem Bau des Rifugio Giuseppe Garibaldi, das 1886 eröffnet werden konnte. Kurz nach der Jahrhundertwende wurde 1908 mit dem Rifugio Duca degli Abruzzi bereits die zweite Schutzhütte im zentralen Bereich des Massivs errichtet.
Mit dem Bau der Gran-Sasso-Seilbahn, die 1934 eröffnet wurde, und dem zeitgleich fertig gestellten Hotel Campo Imperatore wurde der Gran Sasso auch für den Wintersport erschlossen. Dabei profitierte er wie bereits bei der touristischen Erschließung seiner Bergwelt von der Nähe zur italienischen Hauptstadt Rom.

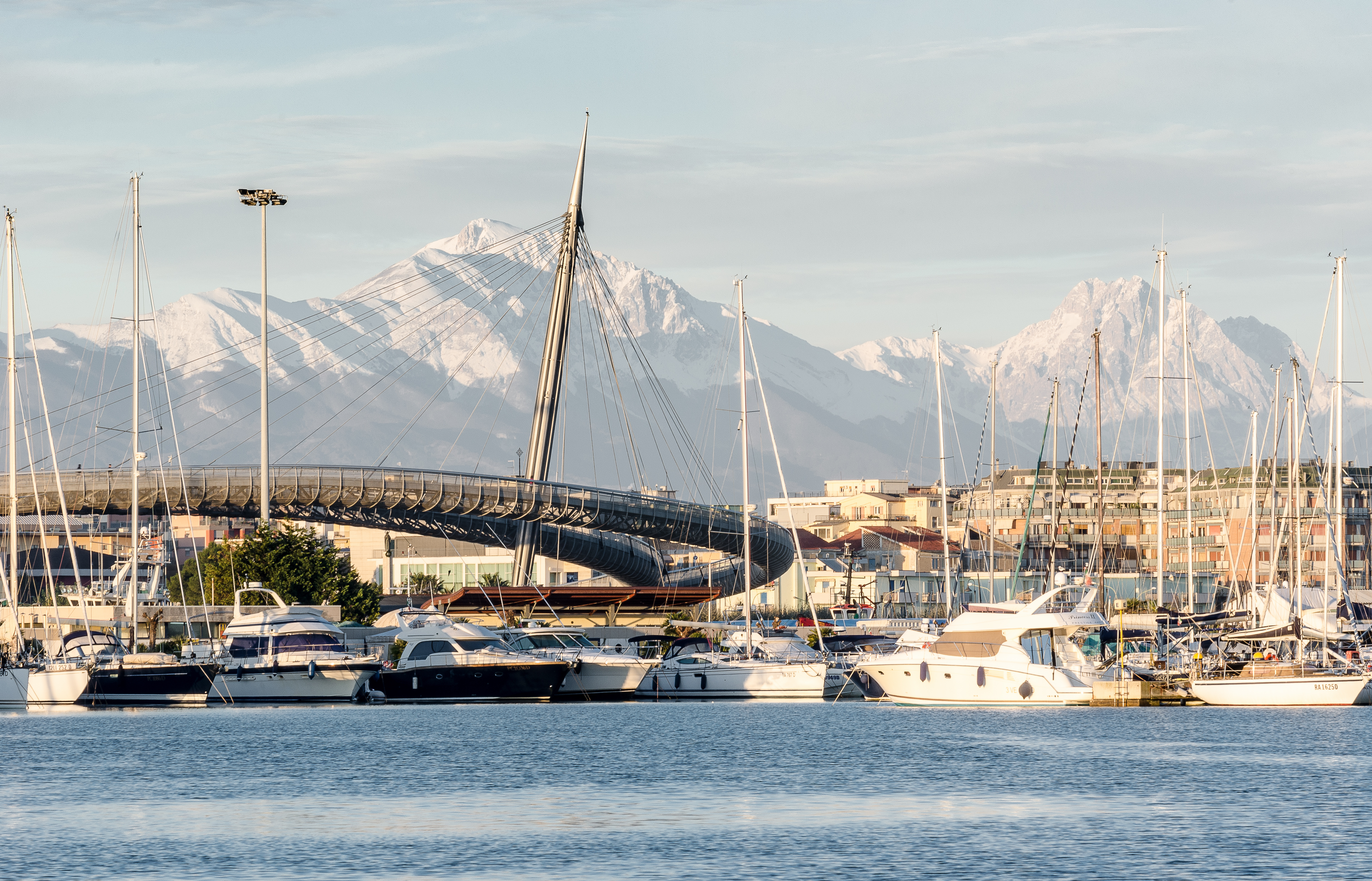
Der Gran Sasso von Pescara aus gesehen
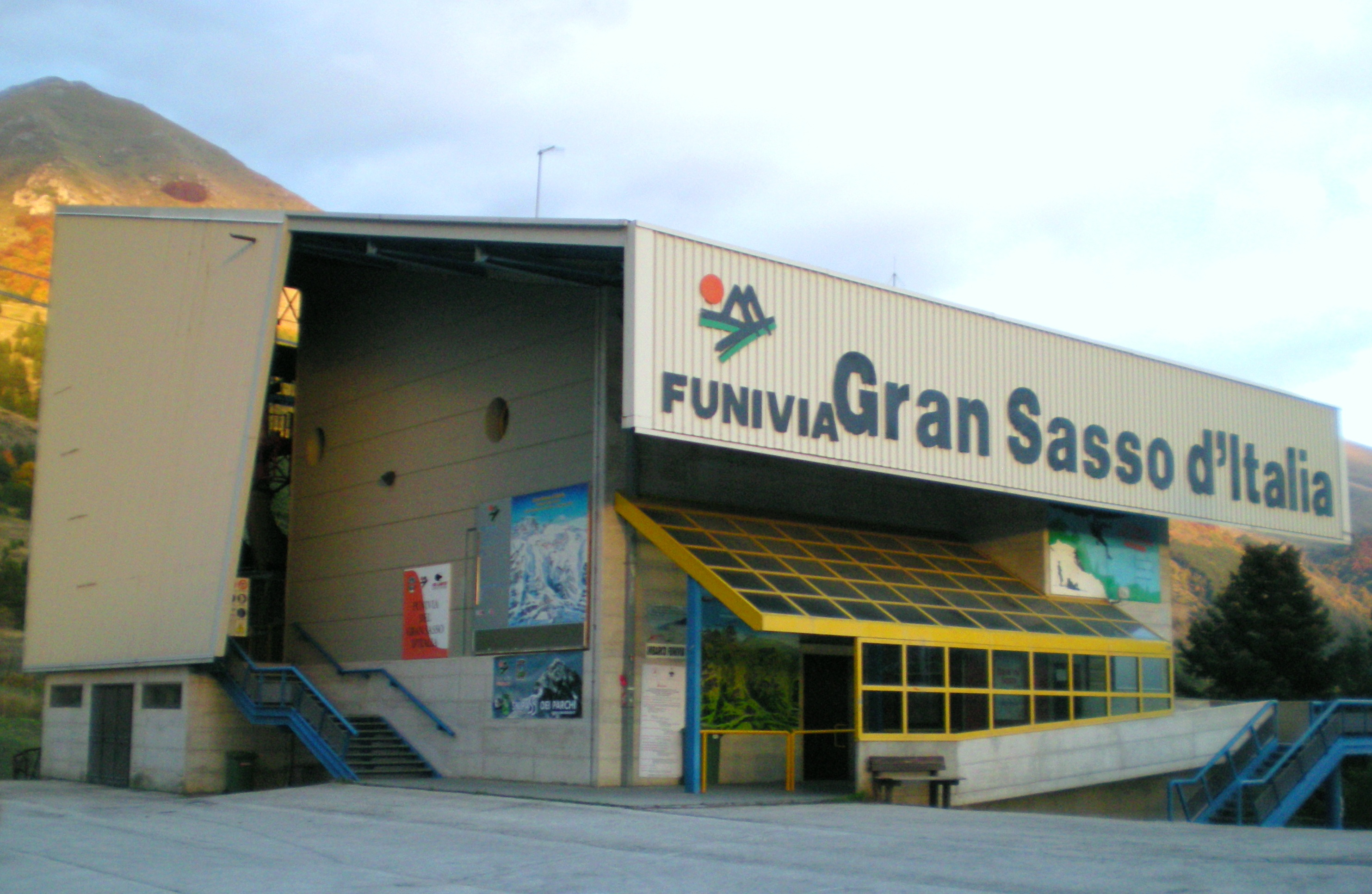
Talstation der Gran-Sasso-Seilbahn in Fonte Cerreto
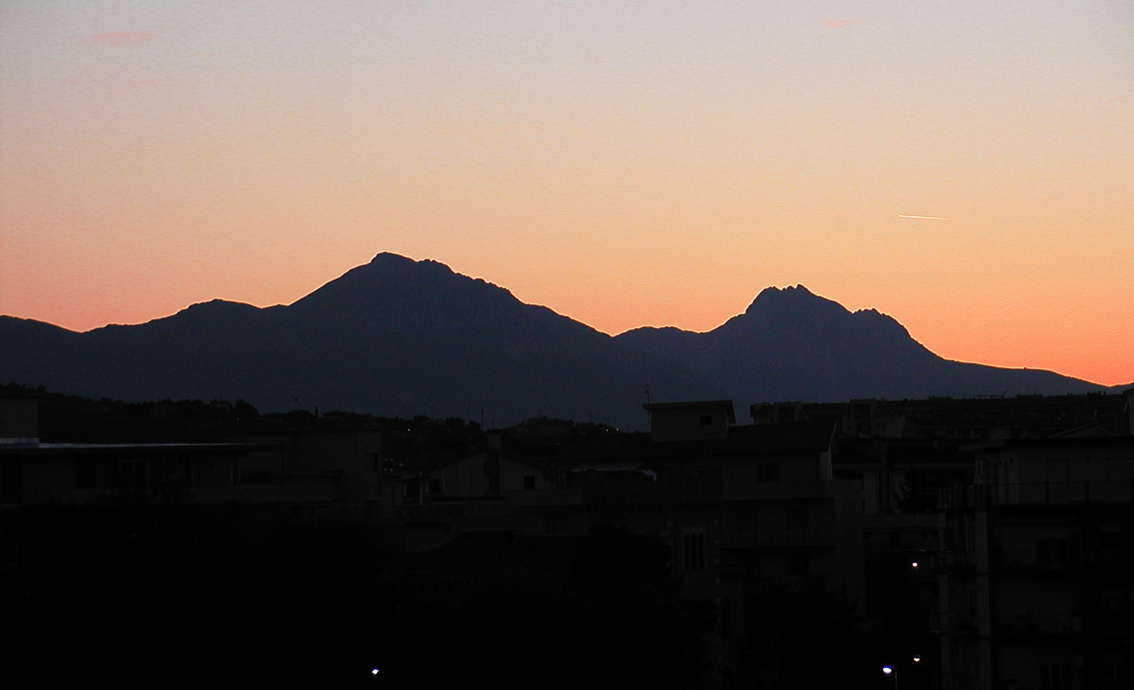
„Die schlafende Schöne“ („la bella addormentata“) in der Abenddämmerung
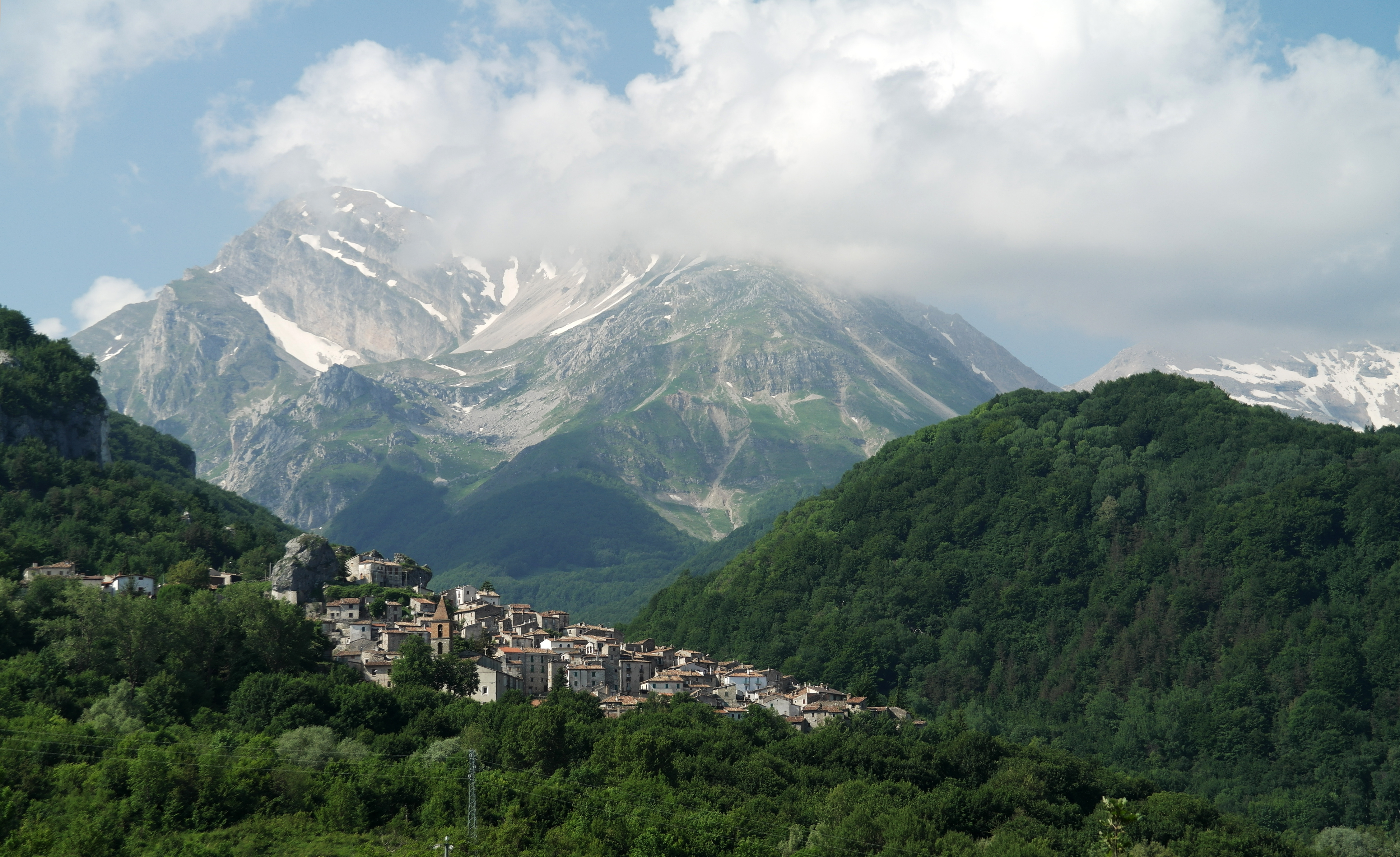
Pietracamela an den Ausläufern des Corno Grande
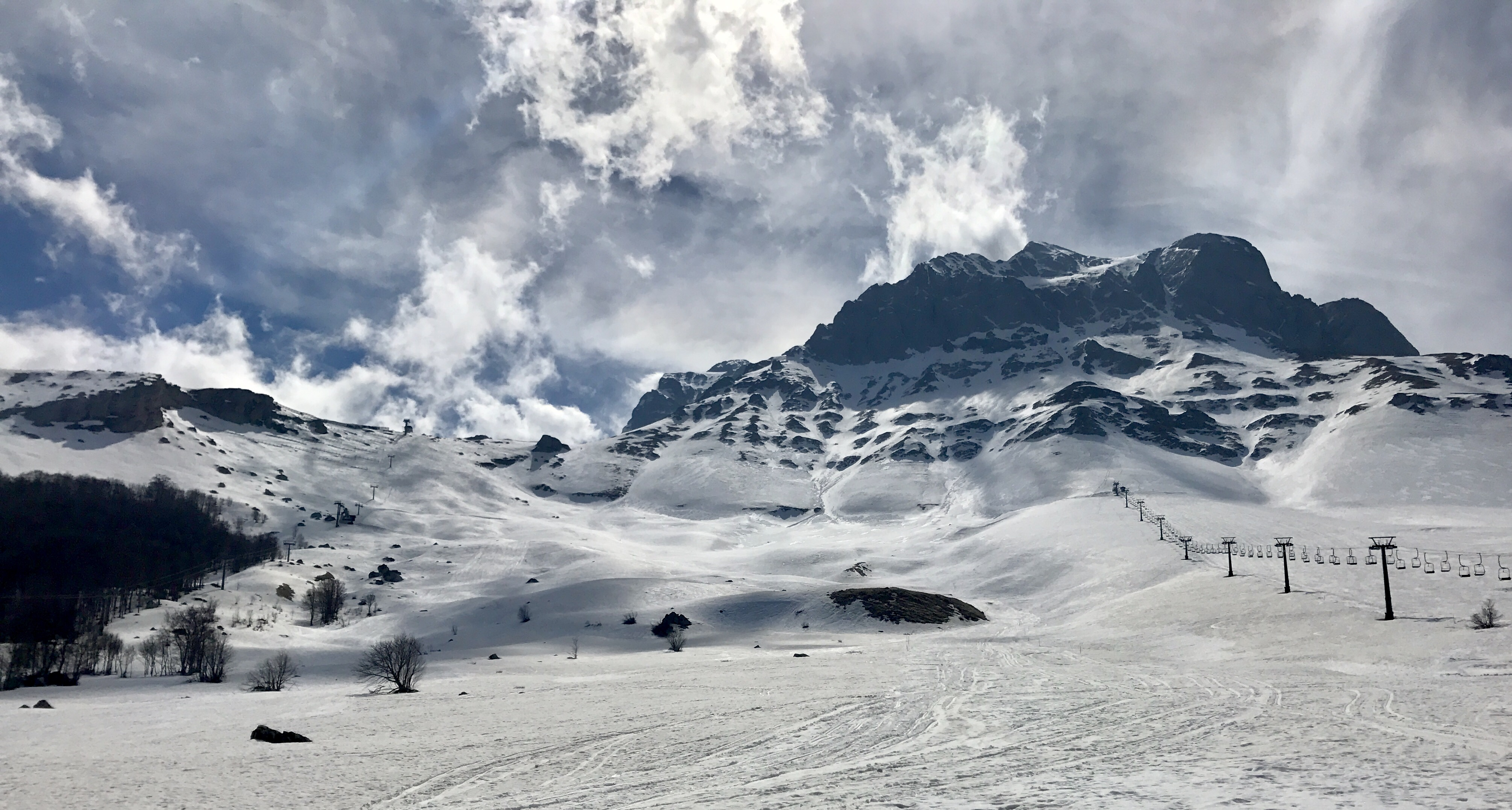
Wintersportgebiet Prati di Tivo am Fuße des Corno Piccolo

### Schutzhütten
- Rifugio Franchetti, 2433 m s.l.m., CAI – Zentraler Bereich
- Rifugio Duca degli Abruzzi, 2388 m s.l.m., CAI – Südlicher Kamm
- Rifugio Giuseppe Garibaldi, 2231 m s.l.m., CAI – Zentraler Bereich
- Rifugio Antonella Alessandro, 1700 m s.l.m., CAI – Südlicher Kamm
- Rifugio Fonte Vética, 1632 m s.l.m., privat – Östlicher Kamm
- Bivacco Andrea Bafile, 2669 m s.l.m., CAI – Zentraler Bereich
- Bivacco Giorgio Lubrano, 1780 m s.l.m., privat – Östlicher Kamm

## Alpinismus

### Die Pioniere
Die erste gesicherte und überlieferte Besteigung des höchsten Punktes des Gran Sasso, des Corno Grande, erfolgte 1573 durch den Bologneser Francesco De Marchi, der mit dem Jäger Francesco Di Domenico, der ihm als Führer diente, sowie weiteren vier Begleitern am 19. August 1573 nach etwas mehr als fünf Stunden von der Westseite den 2912 m hohen Westgipfel und damit den höchsten Punkt des Gran Sasso, zu dem Zeitpunkt noch Corno genannt, erreichte. Seine Erstbesteigung wurde erst 1938 als solche anerkannt.
Es dauerte über zweihundert Jahre bis im Juli 1794 mit dem aus Teramo stammenden Naturkundler Orazio Delfico die Besteigung des 9 m niedrigeren Ostgipfels des Corno Grande gelang. Im 18. und 19. Jahrhundert war es im Zeitalter der Aufklärung die wissenschaftliche Neugier, die den Gran Sasso für eine Besteigung interessant werden ließen.
1818 war es der Naturforscher Giovanni Battista Brocchi, der infolge der Besteigung den Gran Sasso als Kalksteinmassiv bestimmte. In der Mitte des 19. Jahrhunderts erkundete unter anderem der Geologe Leopoldo Pilla den Berg. 1874 war es der piemontesische Entomologe Paolo Ballada di Saint Robert der am Gran Sasso akkurate Aufzeichnungen über die Insekten- und Pflanzenwelt des Massivs anlegte.

### Die ersten Alpinisten
1876 erstieg der Brite Douglas Freshfield, der mit einem französischen Bergführer aus Chamonix in sechs Stunden von Casale San Nicola an der Ostseite des Massivs den Corno Grande. Am 9. Januar 1880 waren es die Brüder Corrado und Gaudenzio Sella, denen die erste Winterbesteigung gelang. Dabei stiegen sie von Assergi auf und, wegen einer fehlenden Übernachtungsmöglichkeit, am gleichen Tag wieder ab. Mit dem Bau des Rifugio Giuseppe Garibaldi durch die Sektion Rom des italienischen Alpenvereins CAI 1886 nahm auch die Zahl der Alpinisten auf dem Massiv deutlich zu. So stiegen allein am Tag der Eröffnung der Schutzhütte 50 Bergsteiger auf den höchsten Gipfel des Massivs. Am 8. September 1887 gelang Enrico Abbate mit dem Bergführer Giovanni Acitelli, dem bis zum Ende des 19. Jahrhunderts eine Reihe von weiteren Besteigungen im Massiv unternahm, die Erstbesteigung des Corno Piccolo. Abbate ist es auch der 1888 den ersten Gebietsführer des Massivs veröffentlichte. Im gleichen Jahr gelang Filippo Ugolini in Begleitung eine Bergführers innerhalb von vier Tagen die Besteigung des Corno Piccolo, des Ostgipfels des Corno Grande und des Monte Prena am östlichen Kamm des Massivs.
Ab dem 20. Jahrhundert waren es dann Alpinisten, die ohne Bergführer die einzelnen Gipfel des Massivs erstiegen. 1910 gelang den Bergsteigern Hans Riebeling und Hans Schmidt vom Deutschen und Österreichischen Alpenverein nacheinander die Erstbegehung entlang des Gipfelgrates des westlichen, mittleren und östlichen Gipfels des Corno Grande. Bereits im 19. Jahrhundert hatten deutsche und österreichische Forschungsreisende den Gran Sasso erkundet, darunter der Geologe Kurt Hassert im Jahr 1895, Julius Mayr 1897 oder Alfred Steinitzer 1907.

### Die Kletterer
In den 1920er Jahren war es Aldo Bonacossa, der jüngere Bruder von Alberto Bonacossa, der den Gran Sasso für das Skibergsteigen erschloss. 1925 wurde in Pietracamela zu Füßen des Gran Sasso die Alpinistengruppe Aquilotti del Gran Sasso gegründet, die damit den Grundstein für das Freiklettern auf dem Gran Sasso legten. Auch wenn im Vergleich zu den Dolomiten die Entwicklung der Kletterei hinterherhinkte, wurden bald zahlreiche Kletterrouten auf dem Gran Sasso eröffnet. Dabei waren es vor allem Kletterer aus den Abruzzen, die neue Routen auf dem Massiv erschlossen. Unter den auch international bekannteren Alpinisten versuchten sich am Gran Sasso Giusto Gervasutti und Aldo Bonacossa, die 1934 eine Route im Schwierigkeitsgrad VI am Corno Piccolo eröffneten.
Nach der kriegsbedingten Unterbrechung waren es die Mitglieder der Universitätssektion des CAI Rom, die sich ab 1946 am Gran Sasso einen Namen machten, darunter der im Himalaya verstorbene Alpinist Paolo Consiglio sowie Silvio Jorane oder Gigi Mario in den 1950er Jahren. In der Mitte der 1970er Jahre war es der aus Rom stammende Kletterer Pierluigi Bini, der das Sportklettern auf dem Gran Sasso hoffähig machte. In den 1980er Jahren wurden 140 neue Kletterrouten und 50 Varianten erschlossen, mehr als in all den Jahren zuvor. Damit waren auch alle sogenannten Problemwände am Gran Sasso durchstiegen.

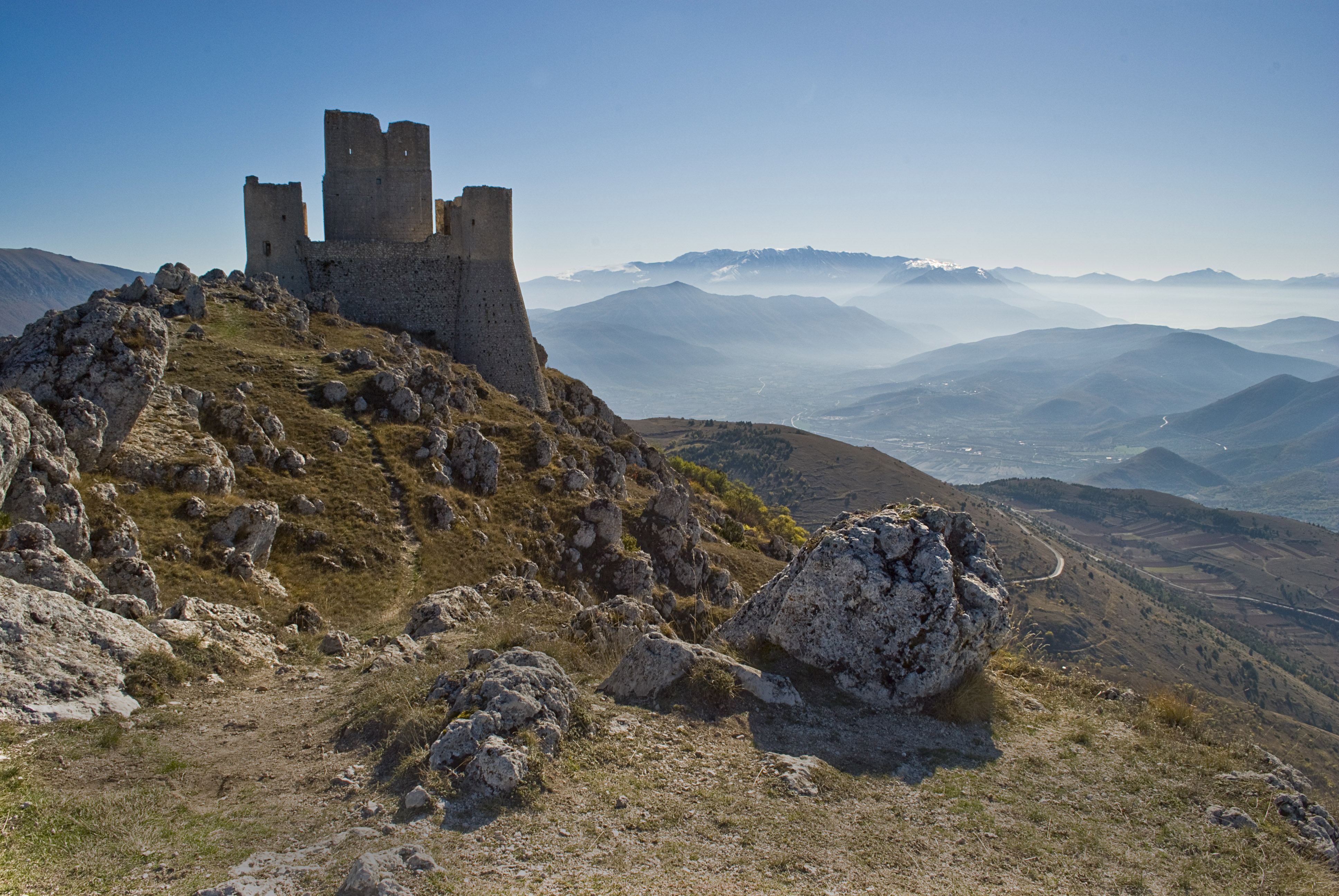
Rocca Calascio mit dem Tal des Tirino und der Majella im Hintergrund
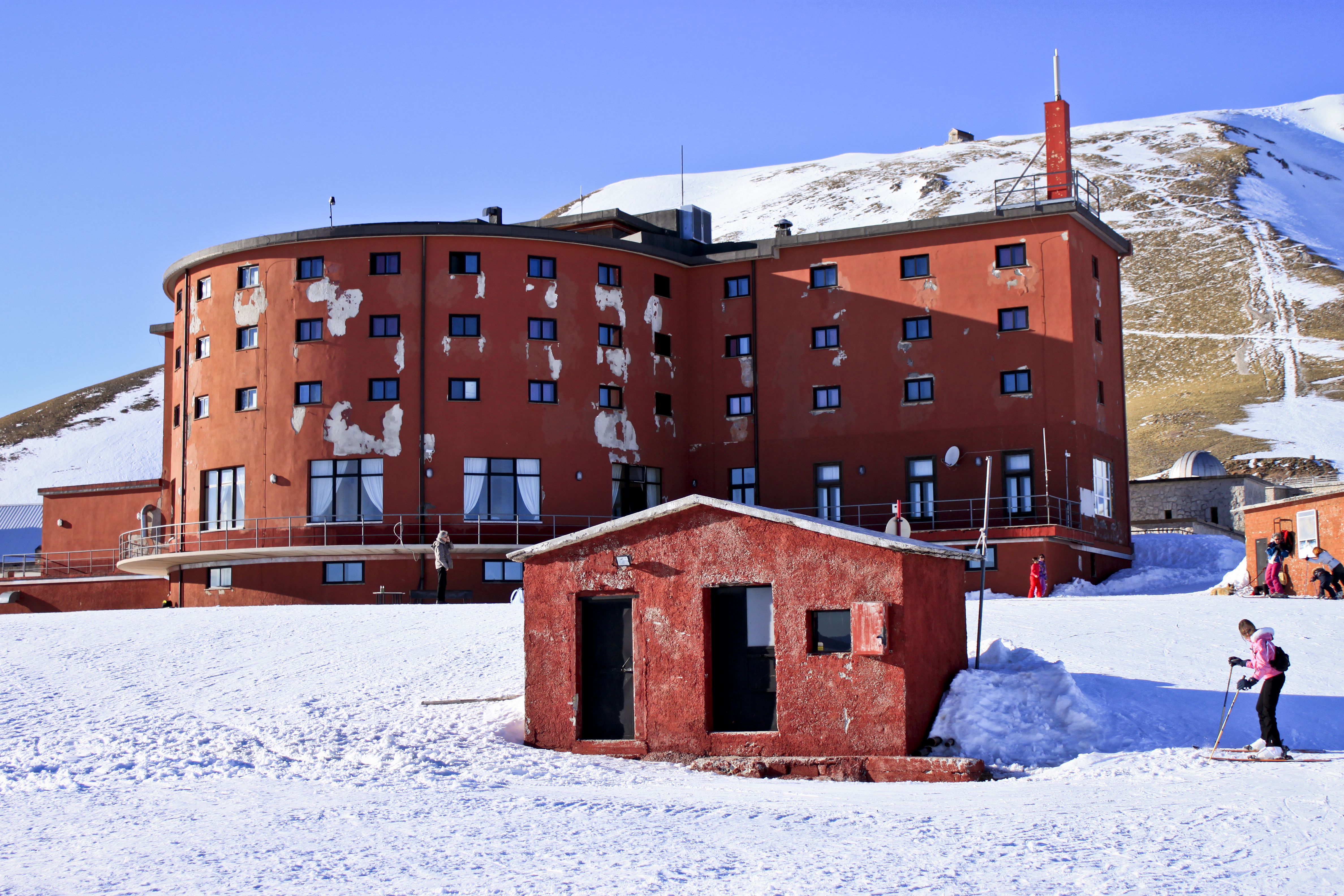
Hotel Campo Imperatore
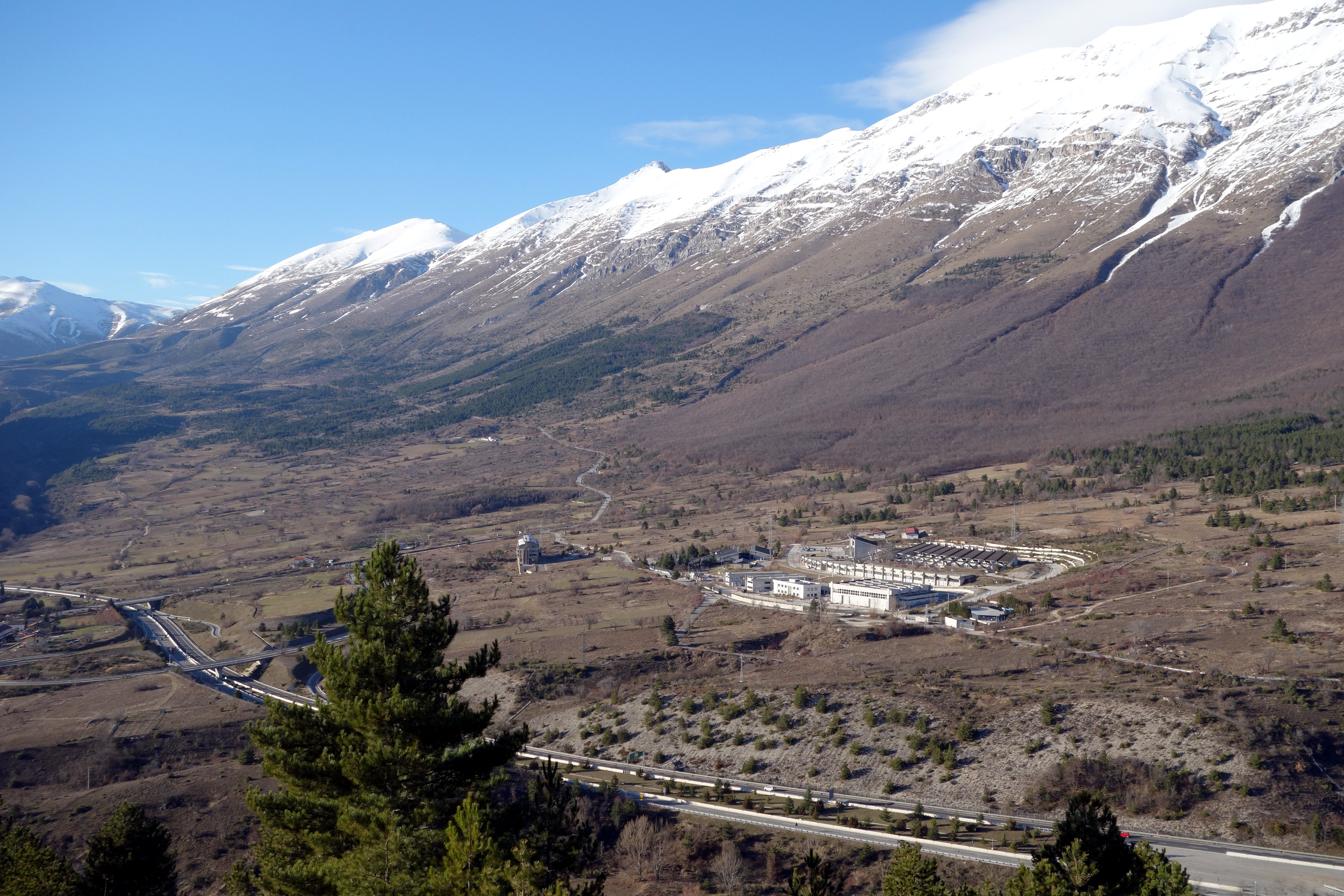
Westflanke des Massivs mit den externen Einrichtungen des LNGS
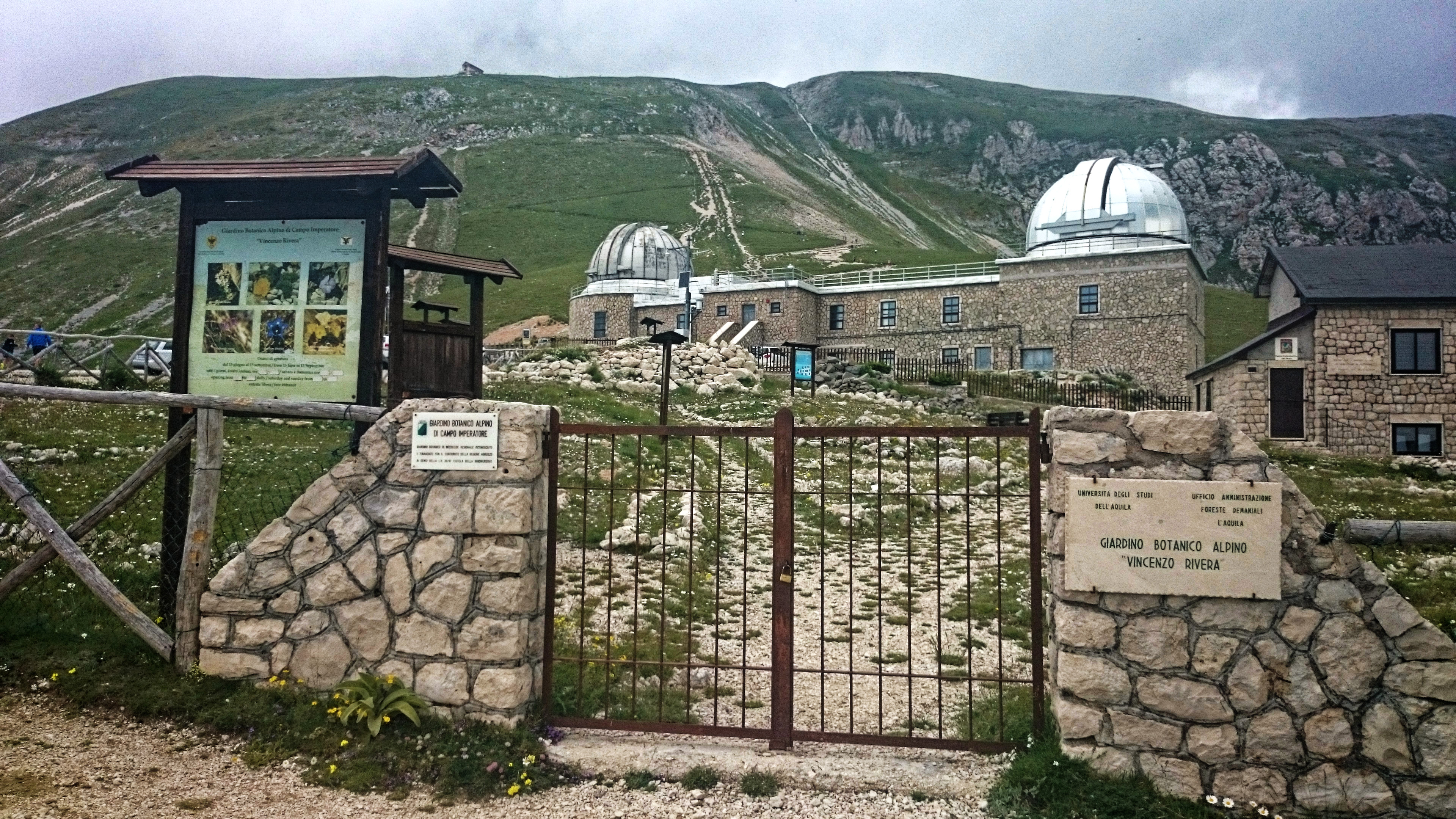
Botanischer Garten und Sternwarte auf Campo Imperatore
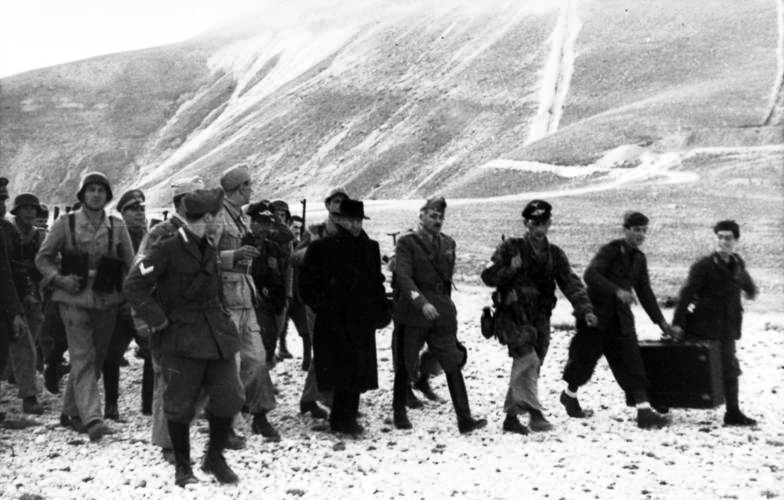
Der auf Campo Imperatore am 12. September 1943 befreite Mussolini

## Geschichte
1943 wurde auf dem Campo Imperatore, im heutigen Hotel Campo Imperatore, der gestürzte faschistische Diktator Benito Mussolini gefangen gehalten, bis er im September 1943 beim Unternehmen Eiche durch deutsche Fallschirmjäger, unter dem Kommando von Major Harald Mors, unter Beteiligung eines SS-Kommandos unter der Leitung von Otto Skorzeny, befreit und mit einem Kleinflugzeug vom Typ „Fieseler Storch“ ausgeflogen wurde, um bis April 1945 in Salò in Norditalien den Marionettenstaat der Italienischen Sozialrepublik anzuführen.
Ab der zweiten Hälfte des 20. Jahrhunderts dienten verschiedene Örtlichkeiten auf dem Massiv als Kulissen nationaler und internationaler Filmproduktionen. Auf dem Gran Sasso wurden Szenen unter anderem für die Filme „Die rechte und die linke Hand des Teufels“, „Die Tatarenwüste“ nach dem gleichnamigen Roman von Dino Buzzati, „König David“, „Der Tag des Falken“ und „Rossini! Rossini!“ gedreht.
Seit 1984 führt unter dem Gran Sasso der Gran-Sasso-Tunnel hindurch, in dem sich auch die Zufahrt zum unterirdischen Labor Laboratori nazionali del Gran Sasso (LNGS) für Elementarteilchenphysik befindet. Dort werden solche physikalischen Experimente durchgeführt, die auf eine Abschirmung von der kosmischen Strahlung angewiesen sind.